# Gilonne d'Harcourt
Pour les articles homonymes, voir Maison d'Harcourt.
Gilonne d'Harcourt, marquise de Piennes puis comtesse de Fiesque, née en 1619 et morte le 16 octobre 1699, française, fut la dame d'atours d'Anne d'Autriche au palais du Louvre, puis, pendant la Fronde des princes, avec Anne de La Grange-Trianon, comtesse de Frontenac, maréchale de camp de Mademoiselle de Montpensier dite la Grande Mademoiselle qu'elles suivirent ensemble dans son exil au château de Saint-Fargeau.
Elle tint un salon en l'hôtel du 4 place Royale à Paris et elle est Cléocrite dans le roman Artamène ou le Grand Cyrus de Madeleine de Scudéry.

## Biographie

### Entourage familial

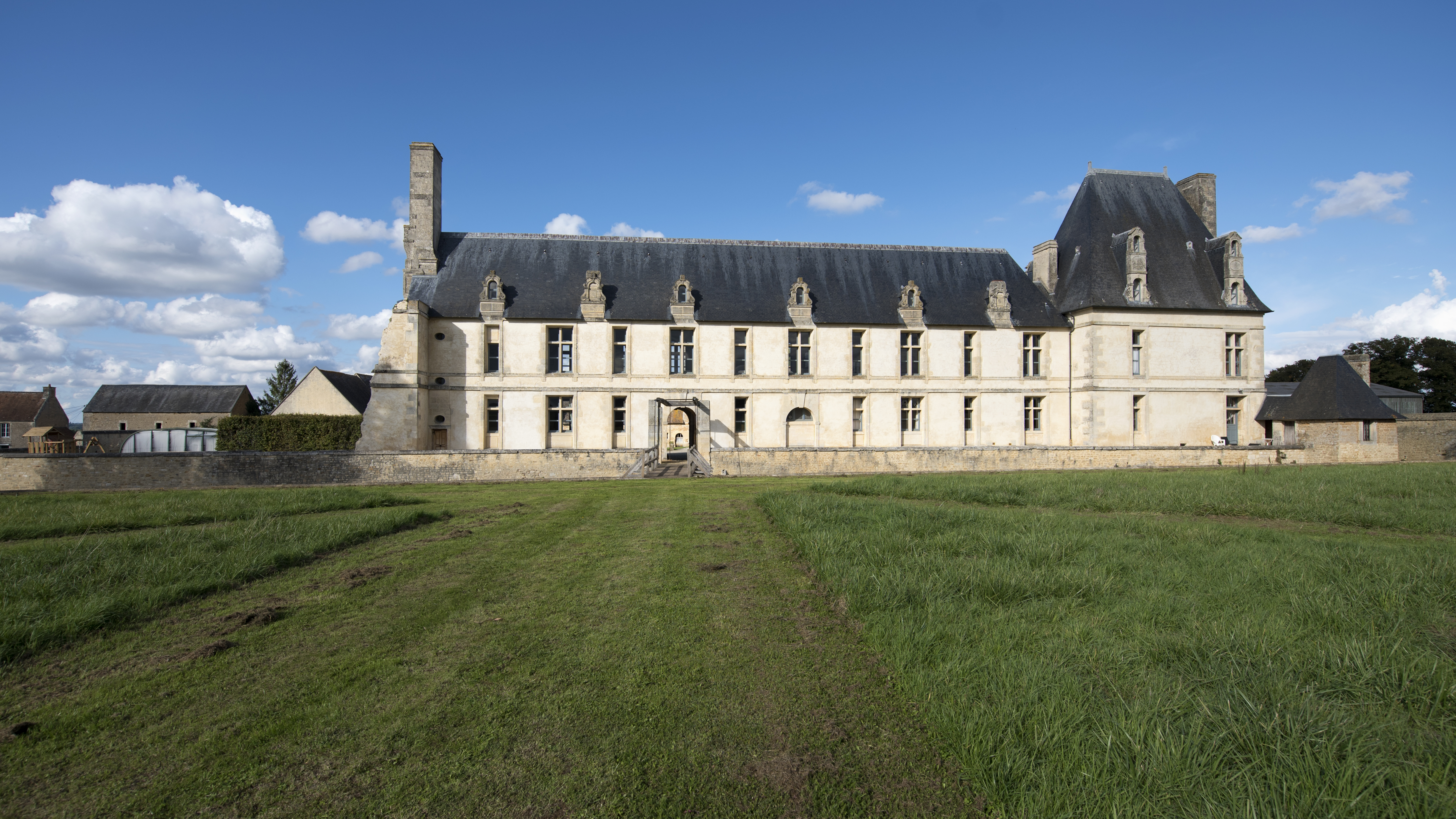
Château de Fresney-le-Puceux

Née après deux garçons morts en bas âge, Gilonne Marie Julie d'Harcourt est « la fille unique et l'héritière » de Jacques d'Harcourt, marquis de Beuvron, gouverneur des ville et château de Falaise (Calvados), et de Léonore Chabot, comtesse de Cosnac († 1653), veuve de Louis de Vivonne de la Châtaigneraie († 1612), premier mariage sans postérité.
Les sources ne permettent pas d'établir avec certitude le lieu de la naissance : Si Xavier de Prémesnil cite, datée de 1615, une commission de Louis XIII « à Jacques d'Harcourt, étant en Normandie en sa maison de Fresney (château de Fresney-le-Puceux dont Gilonne sera héritière) », il relève également dans des débats de compte que « messire Jacques de Harcourt et la dite dame Léonore Chabot, sa femme, ont toujours eu pour domicile ordinaire soit au château de Falaise ou à Paris où ils avaient loué maison à grand prix ».
Saint-Simon observe que Gilonne compte notamment parmi ses cousins germains Catherine Henriette d'Harcourt, duchesse d'Arpajon et Henry d'Harcourt, marquis de Beuvron.
Jacques d'Harcourt meurt le dernier jour du siège de Montpellier, soit le 19 octobre 1622, jour même où Louis XIII signe le traité de Montpellier. On trouve chez le poète caennais Jacques Savary une évocation latine du châtelain de Fresney-le-Puceux qui a fait l'objet d'une traduction non littérale en alexandrins :

« Le maître de Fresnay,
L'un d'eux, le plus âgé,
Combattant pour son roi qui pleura sa mémoire,
Assiégea l'hérétique et périt avec gloire
Sans laisser d'enfant mâle alors qu'au premier rang
Il s'était élevé de cet illustre sang. »

Gilonne d'Harcourt est aussi l'arrière petite fille du maréchal de Matignon.
Les sources biographiques ne nous renseignent pas sur les treize années qui précèdent le premier mariage de Gilonne, hormis que cette enfance fut « heureuse et facile ». C'est contre l'avis de son oncle et tuteur qu'elle épouse en janvier 1632 Louis de Brouilly, marquis de Piennes, qui meurt assassiné pendant le siège d'Arras, le 10 août 1640. De ce premier mariage naît en septembre 1637 une fille unique, Marie de Brouilly, mariée avec Henri de Régnier de Guerchy .

### Palais du Louvre et place Royale

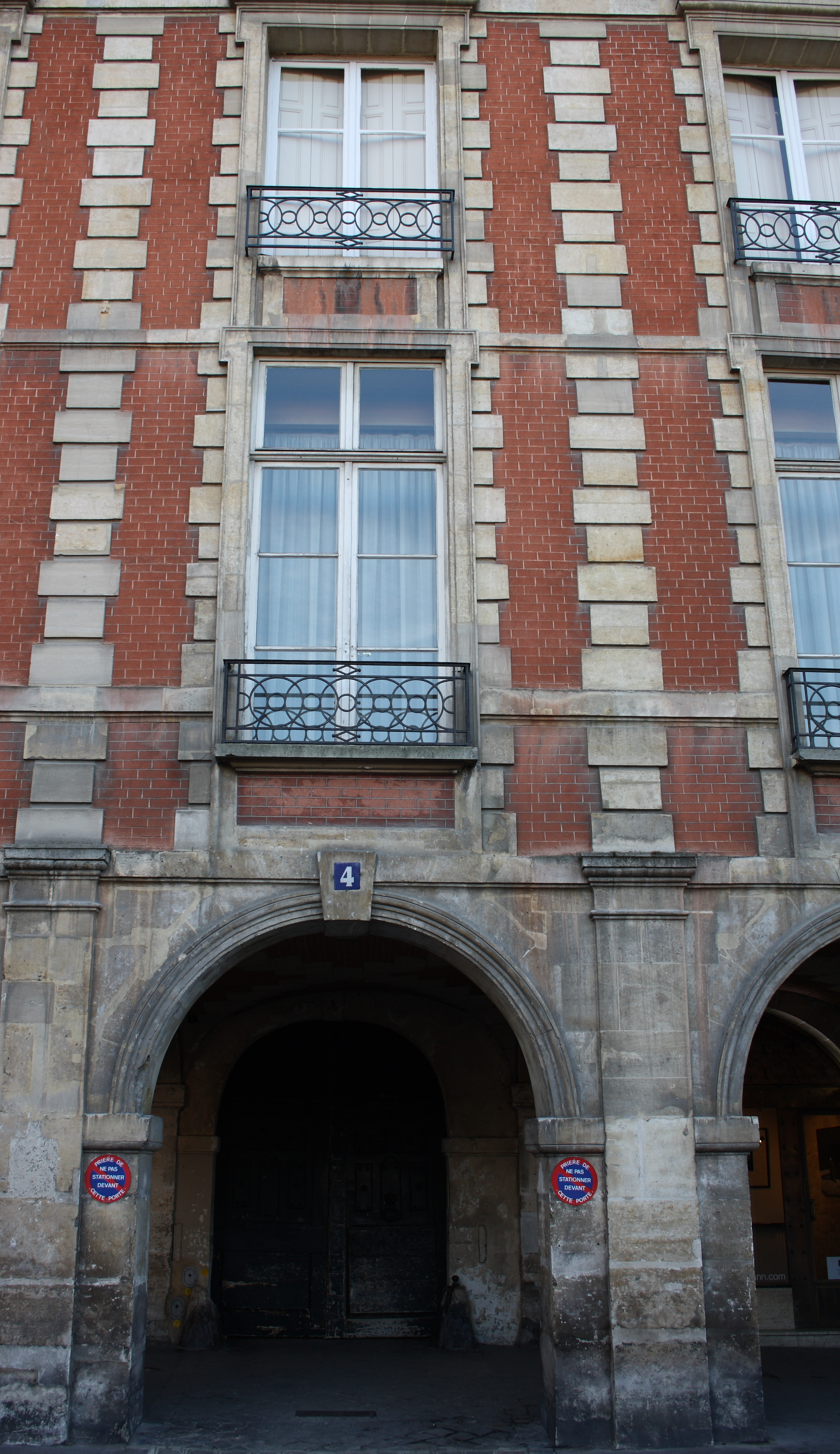
Hôtel du 4 place des Vosges

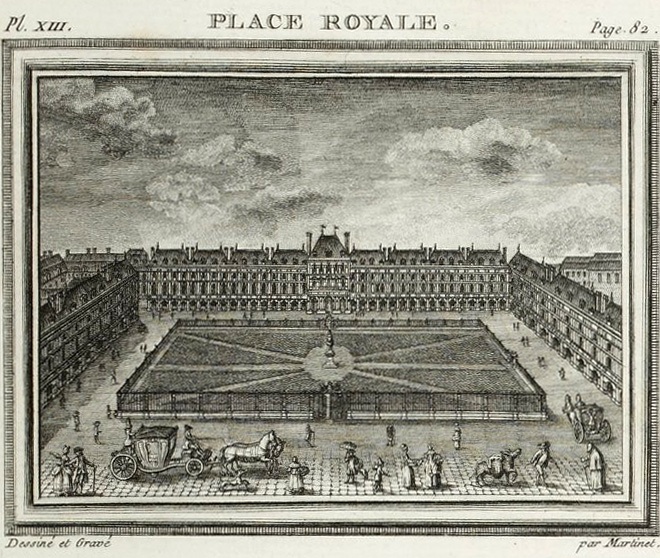
François-Nicolas Martinet, la place Royale

Gilonne devient attachée à la maison de la reine Anne d'Autriche (1601-1666) « en même temps que Mesdemoiselles de Mornay-Villarceaux, d'Angennes, de Flotte, de Marolles, de Vieuxpont, d'Esche et de Gaumont ». La reine est alors une femme vieillissante. Délaissée par Louis XIII et haïe de Richelieu, elle trouve refuge dans une vie dévote, allant d'églises en couvents. Le chansonnier de Maurepas ne manque pas de suggérer dans l'ironie la vie sans fantaisie que constitue la morne condition de ces dame d'atours bien plus jeunes que leur souveraine : 

« La Brouilly se plaint bien souvent,
Et c'est sa seule maladie,
Que la Reine aime le couvent
Au lieu d'aimer la comédie. »

En jubilation compensatoire, témoigne la Grande Mademoiselle, Gilonne reçoit beaucoup chez elle, au n°4 de la place Royale (aujourd'hui place des Vosges) : « tout ce qu'il y avait de jeunesse à la Cour ne bougeait de chez elle depuis le matin jusques au soir ». « Sa ruelle est la plus fréquentée du tout Athènes » confirme Antoine Baudeau de Somaize. La pièce principale, garnie de moquette, « n'est guère moins fameuse au XVIIe siècle que la chambre bleue de Catherine de Rambouillet », Gilonne y instituant un « Ordre de la moquette », elle est célébrée sous le nom de « Reine Gillette », notamment par le Grand Condé, Jean Regnault de Segrais, Hugues de Lionne qui est  « l'un de ses plus fervents adorateurs », François de Brichanteau, marquis de Nangis (1618-1644) ou encore et surtout Philibert de Gramont.

### Philibert de Gramont

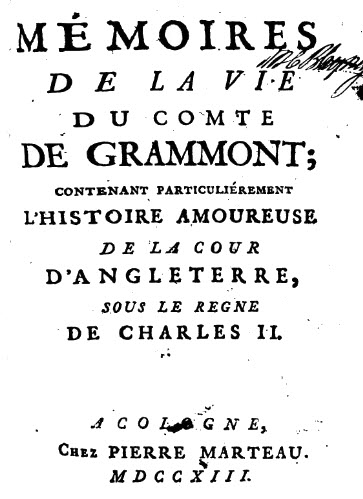

Roger de Bussy-Rabutin évoque douze années de passion de Philibert de Gramont, comte de Gravelines, de Guiche et de Louvigny, pour Gilonne, « femme aussi extraordinaire que lui, c'est-à-dire aussi singulière en mérite que lui en méchantes qualités ». Claire-Éliane Engel s'appuie pour sa part sur Les mémoires de la vie du chevalier de Grammont (sic), écrit par le propre beau-frère du « héros », Antoine Hamilton (la première édition parue en 1713 à Cologne est anonyme), pour restituer « l'intrigue presque officielle » nouée entre Philibert et Gilonne : « très belle, intelligente, hardie, un peu folle et ardemment romanesque, créatrice d'un ordre de chevalerie amoureuse », elle est « l'une des amazones qui entourent La Grande Mademoiselle » et qui connaît en Philibert un « chevalier servant qu'elle escorte souvent à cheval, en justaucorps et feutre empanaché ».
Interrompue par les années d'exil de Gilonne au château de Saint-Fargeau (les années 1652-1657 évoquées ci-dessous), la passion de Philibert reprendra lorsqu'elle reviendra à Paris, s'affirmera dans « les vers médiocres et d'assez mauvais goût » qu'il lui dédiera, puis prendra fin avec sa nouvelle passion pour Catherine Henriette d'Angennes, comtesse d'Olonne. « Le chevalier de Gramont est-il toujours amoureux de madame de Fiesque ? » demandera la reine Christine de Suède à la Grande Mademoiselle lorsqu'elle se rencontreront, démontrant de la sorte une connaissance de la Cour jusque dans ses intrigues.

### Charles de Fiesque, un remariage frondeur

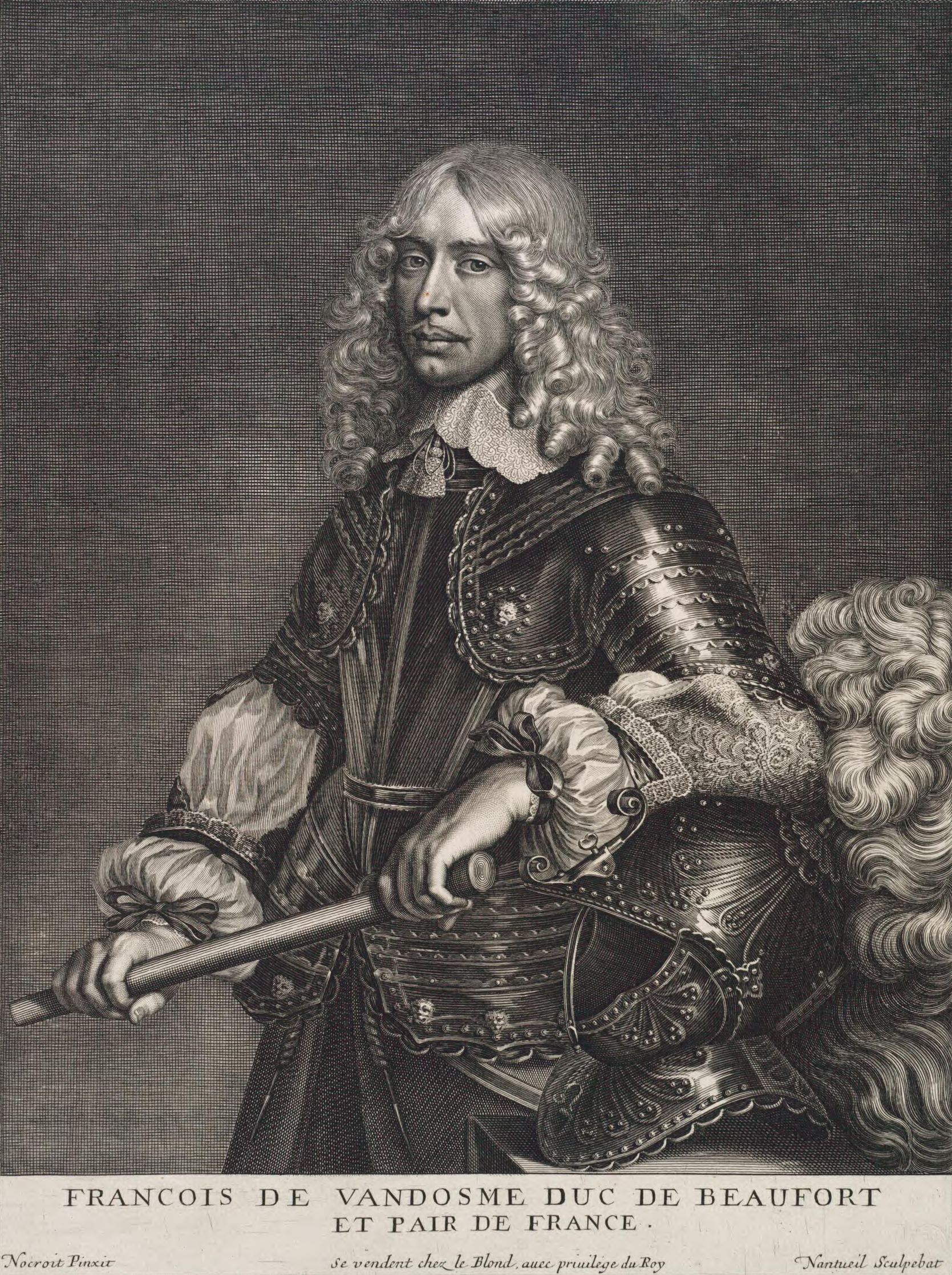
François de Vendôme

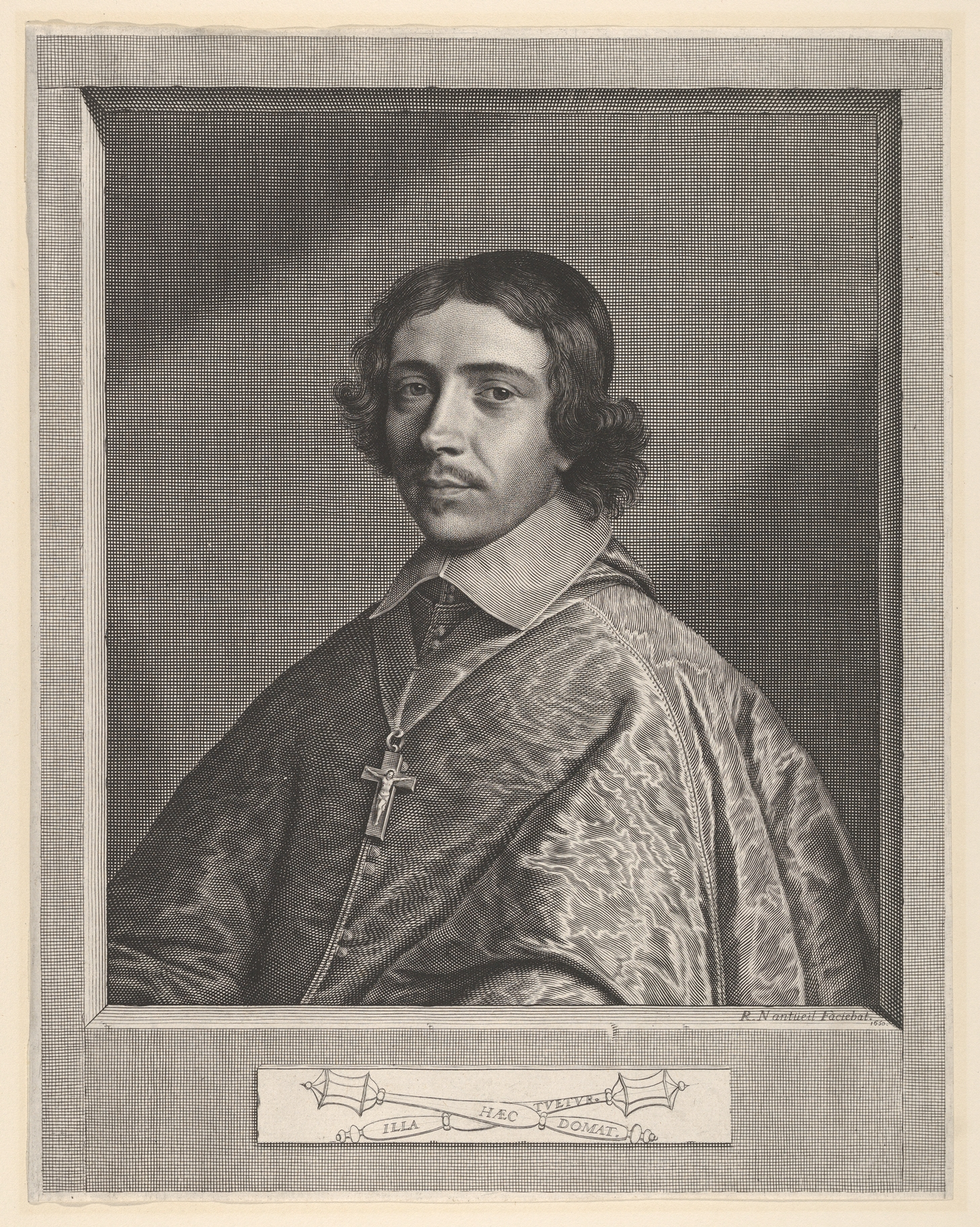
Jean-François Paul de Gondi

Issu de la dynastie gênoise des Fieschi qui donna à l'Église les papes Innocent IV et Adrien V, le prétendant est le petit-fils de Scipion de Fiesque qui francisa son nom lorsqu'il se mit au service de Marie de Médicis. Formé aux belles lettres et aux arts par ses études au collège de la Marche où Charles-Louis Livet lui trouve pour condisciples Pierre Chanut, Pierre Nicole, Marin Le Roy de Gomberville et Michel de Marolles, puis par ses voyages en Italie qui offrent à Mademoiselle de Montpensier de le surnommer « le Prince italien », Charles de Fiesque (1613-1658), comte de Lavagne, baron de Bressuire, revient en 1643 du Portugal où il s'est exilé un temps du fait de sa compromission dans la cabale des Importants qui, sous la conduite de François de Vendôme, complota contre Mazarin.
Gilonne l'épouse le 21 octobre 1644 et elle prendra la suite de sa belle-mère, Anne Le Veneur (1593-1653), en tant que dame d'atours de la Grande Mademoiselle.
Charles-Louis Livet voit en Charles de Fiesque celui qui, afin de plaire à Gilonne, est à la fois l'introducteur oublié de l'opéra en France (« il fit venir d'Italie des comédiens qui représentaient les plus belles pièces du monde, en musique et avec des machines dont on n'avait pas encore vu de pareilles ») et l'initiateur de son futur engagement dans la Fronde : « nous la verrons bientôt rechercher avec lui les dangers et s'y associer avec une impétuosité, une fougue, un élan qui égalait le sien ». Avant cela, elle se retire un temps à la campagne pour revenir à Paris en 1647. Quatre enfants naîtront, deux filles (1646 et 1647) qui seront toutes deux religieuses, son seul fils, Jean-Louis-Marie qui sera l'unique héritier (1647), plus tard une troisième fille qui sera de même religieuse.
Dès 1647, Charles de Fiesque, « qui ne laisse pas de se mêler parmi ceux qui sont les plus remuants de la république », que Mazarin, une fois encore, juge en cela encombrant, est en alternance expulsé de Paris, puis rappelé. « Dans cet étrange soulèvement qu'est la Fronde, analyse Charles-Louis Livet, biographe de Gilonne, les secrètes passions et les intérêts déjouent et démontent les motifs avoués » : c'est parce que, visant le commandement de l'arsenal de Paris, il est doublé par Charles II d'Elbeuf qui fait placer à ce poste l'un de ses protégés, que Fiesque entre dans la faction du coadjuteur, Jean-François Paul de Gondi, futur cardinal de Retz. C'est identiquement par ambition déçue que ce dernier, conseiller intime de Gaston d'Orléans, entre dans la Fronde, la barrette cardinalice qu'il convoite n'en finissant pas de venir le coiffer.
Ce n'est que tardivement, en 1652, avec la Fronde des princes, solidaire en particulier du Grand Condé, que la Grande Mademoiselle entre en lice, dans « cette désastreuse aventure qui va lui valoir l'exil et le ressentiment durable de Louis XIV ». Les Frondeurs ayant supplié Gaston de France de se précipiter à Orléans dont le roi et son armée s'approchent, Monsieur préfère rester à Paris et y délègue sa fille. Gilonne et Anne de La Grange-Trianon, comtesse de Frontenac sont auprès d'elle à Orléans le 27 mars 1652, et c'est ensemble qu'elles dévalent les fossés, se font ouvrir un passage, grimpent sur une échelle et obtiennent du conseil de la ville le refus d'entrée des troupes royales. Cet exploit vaut aux deux acolytes la lettre de gratitude de Gaston d'Orléans « à Mesdames les comtesses, maréchales de camp de l'armée de ma fille contre le Mazarin ». Jean Loret, dans sa lettre hebdomadaire à Marie d'Orléans-Longueville, lui confie le 7 avril suivant :

« Deux belles et jeunes comtesses,
Ses deux maréchales de camp,
Suivirent Sa Royale Altesse
Dont on fait grand cancan.
Fiesque, cette bonne comtesse,
Allait, baisant les bateliers,
Et Frontenac, quelle détresse !
Y perdit un de ses souliers. »

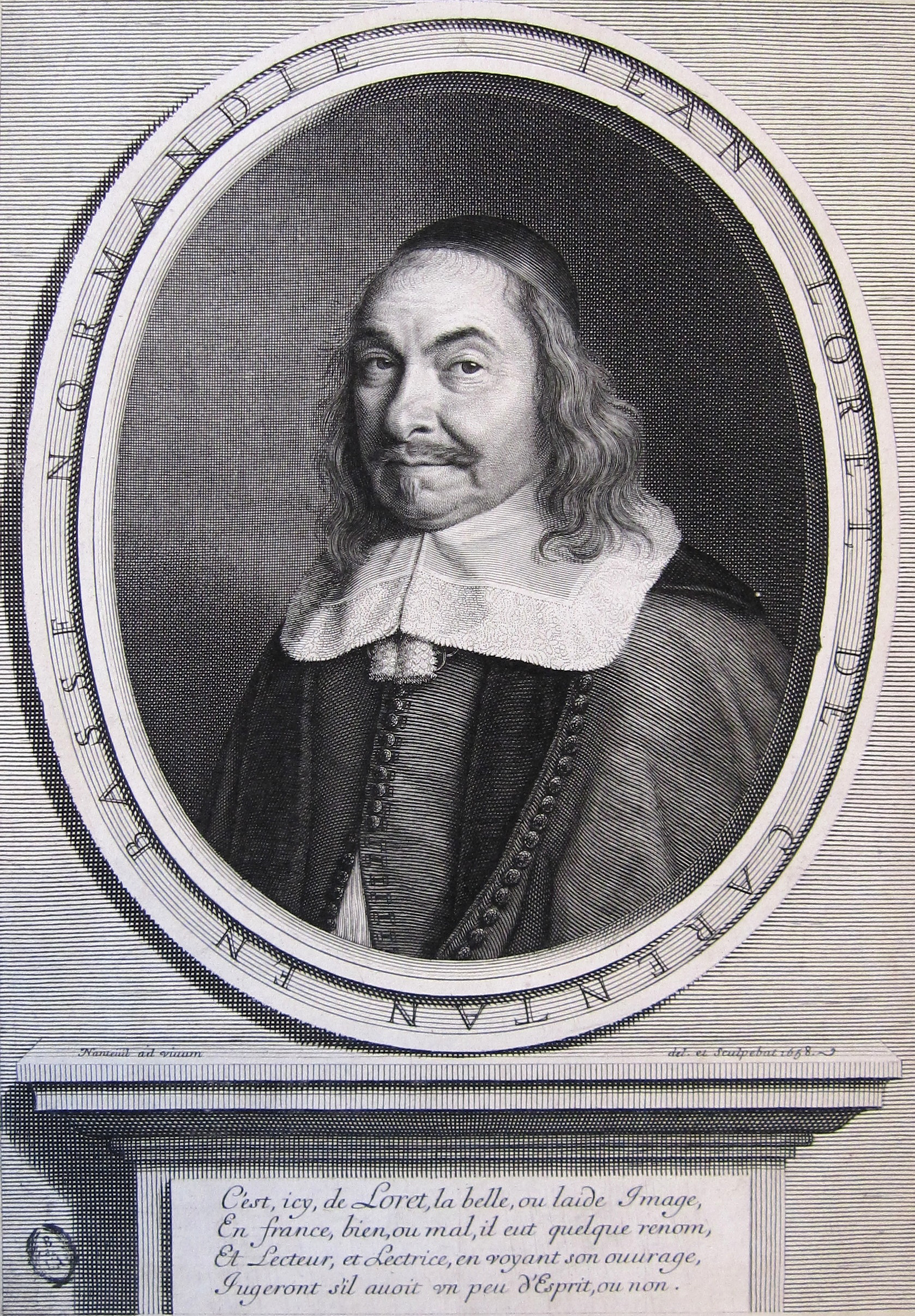
Jean Loret

Le 4 juillet 1652, Gilonne et la comtesse de Frontenac sont encore auprès de la Grande Mademoiselle pour se jeter ensemble dans l'émeute dite « journée des pailles », jusque dans l'hôtel de ville de Paris en feu.

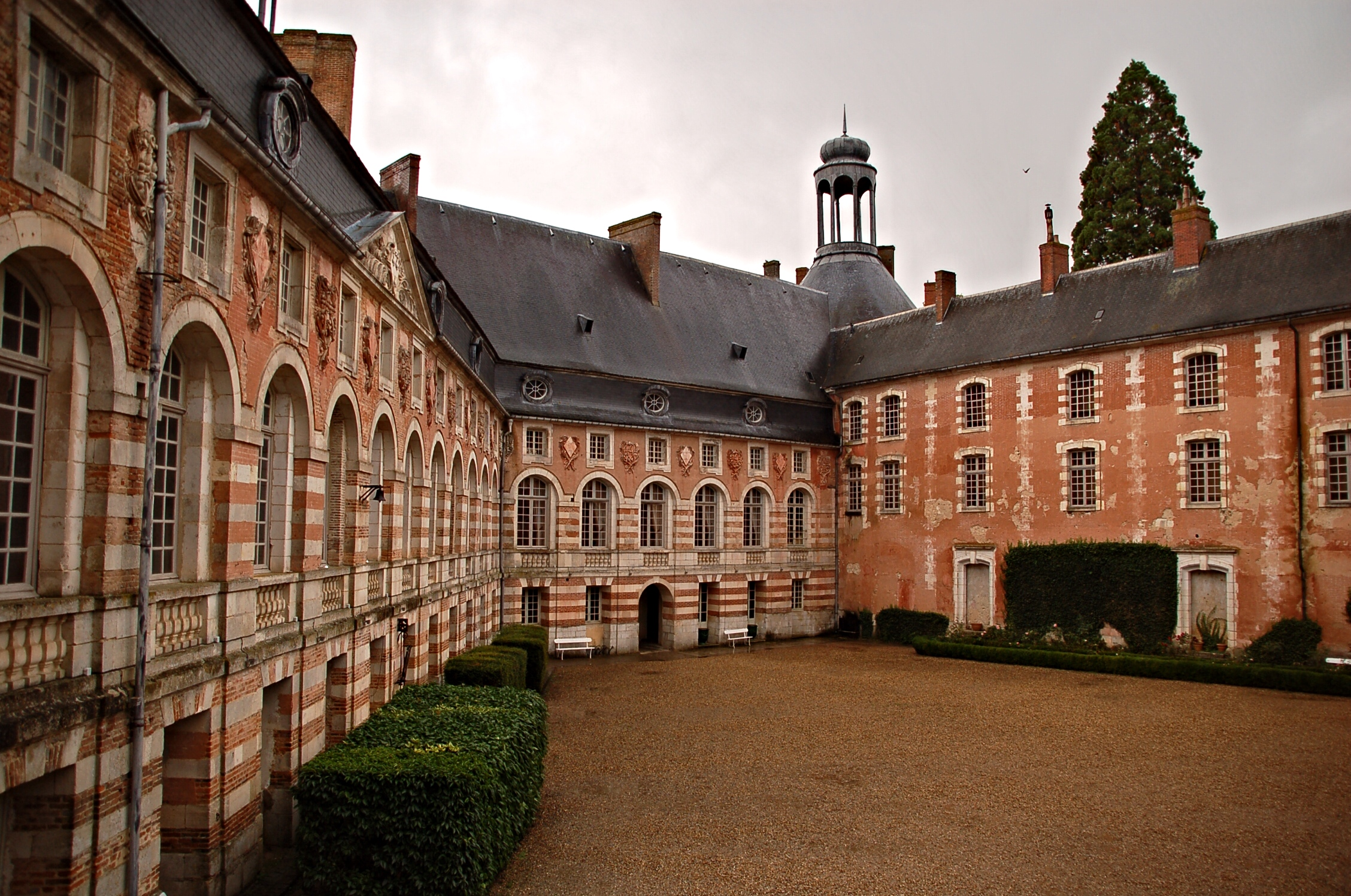
Château de Saint-Fargeau

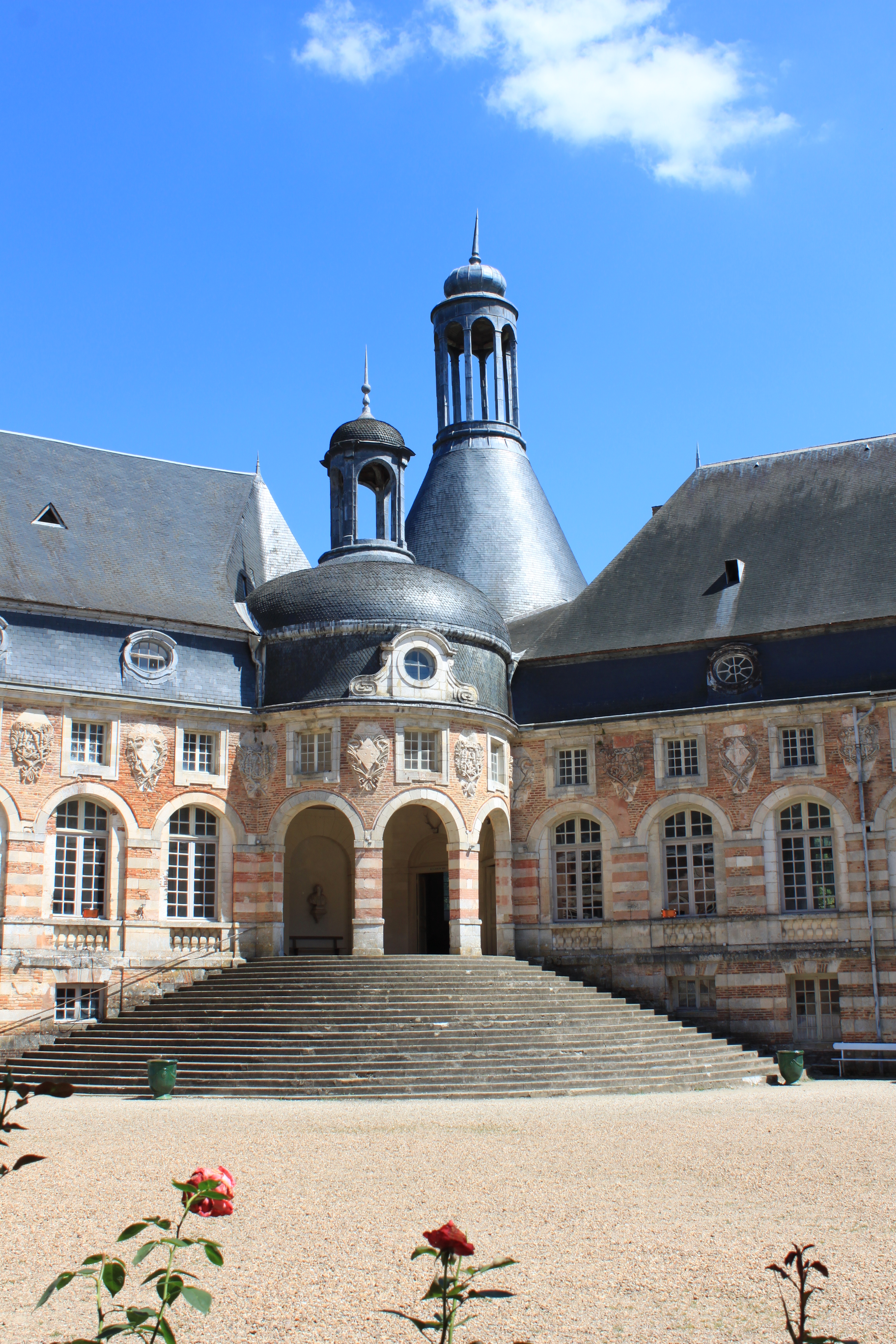
château de Saint-Fargeau

Château d'Époisses

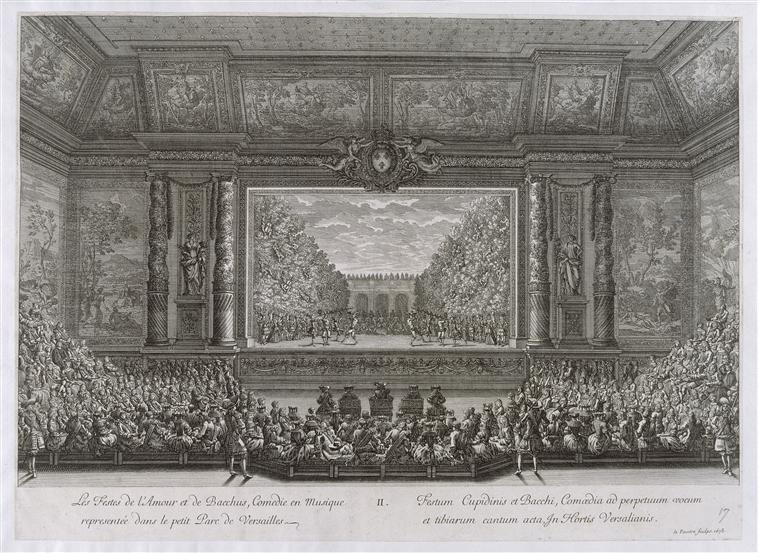
Grand divertissement royal, Versailles, 18 juillet 1668

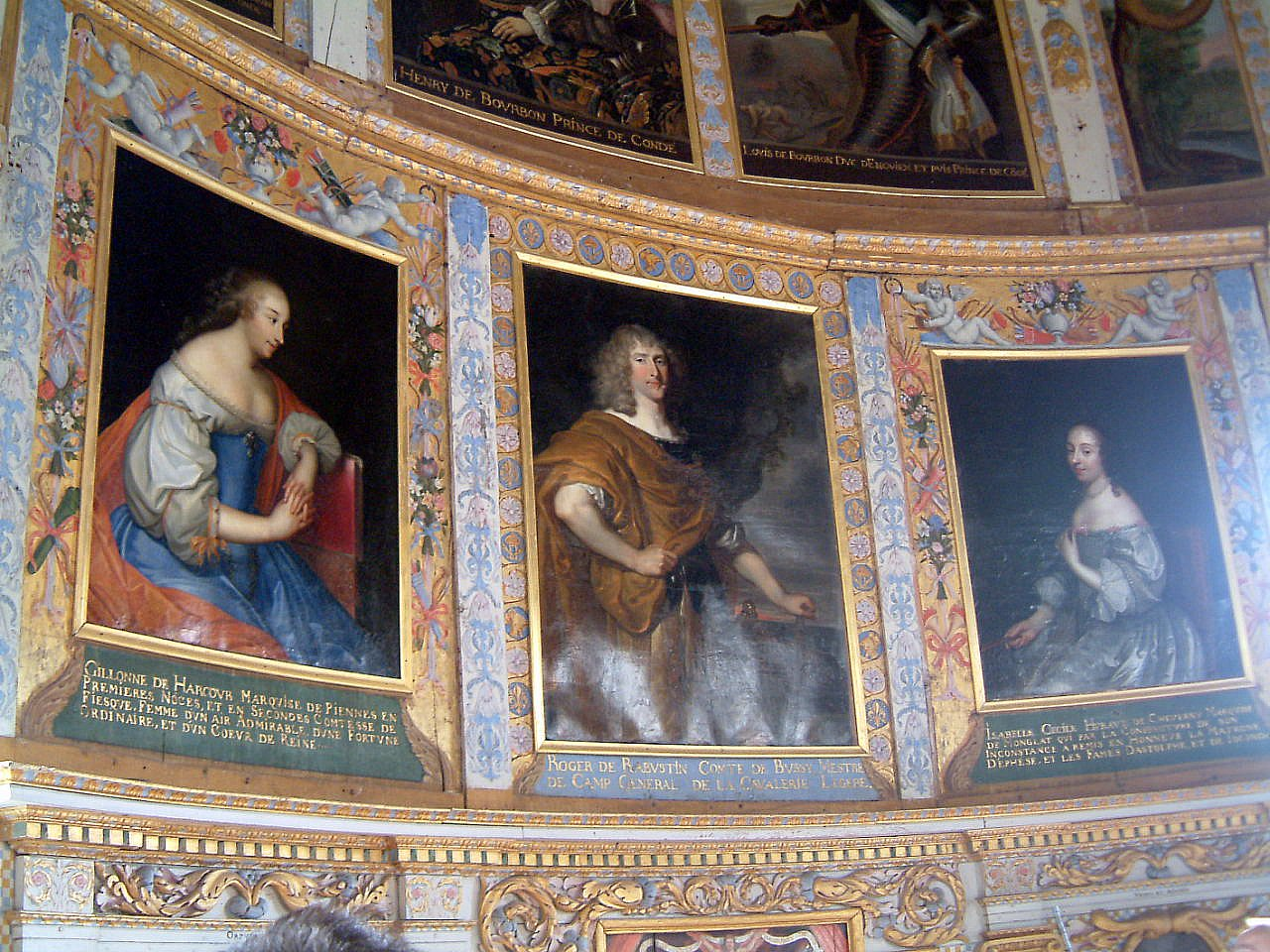
Château de Bussy-Rabutin, salon de la tour dorée

### Saint-Fargeau
Jean Regnault de Segrais, secrétaire de La Grande Mademoiselle à Paris puis à Saint-Fargeau, « poète et bel esprit », reçu à l'Académie française, évoque Gilonne pour la première fois dans son recueil de poèmes Bérénice (1651) en plaçant, en frontispice de l'ouvrage, son portrait gravé par Grégoire Huret d'après Henri et Charles Beaubrun, assorti de ce compliment :

« Vénus, dans ce divin portrait,
Voyant de ses beautés jusques au moindre trait,
La regardant mieux toutefois,
"Pourquoi tant de grâces" dit-elle
Car jamais avec moi je n'en vis plus de trois. »

Segrais, en qui la fille de Gaston d'Orléans « trouve un poète capable de la célébrer et de se faire l'interprète, en poésie et en prose, de la haute idée qu'elle se fait d'elle même, de ses ambitions et de ses rêves », restitue à sa manière l'exil à Saint-Fargeau (Yonne) de la Grande Mademoiselle et de ses maréchales de camp dans son roman à clef Les Nouvelles françaises ou les divertissements de la princesse Aurélie qui paraîtra en novembre 1656 et dans lequel Gilonne apparaît sous le nom transparent de Gélonide. Le livre, analyse Benedetta Craveri, dissimulant l'atmosphère « de désordre et de discorde, de prison étouffante à fuir en toute hâte, apporte une image des plus idéalisées de la vie du château  et consacre Saint-Fargeau comme le lieu d'une fusion exemplaire entre culture princière et culture mondaine avec ses loisirs nobles, ses conversations, ses spectacles et ses jeux ».
Avant même la publication du livre, Paris, déjà, « regarde vers Saint-Fargeau avec curiosité et admiration », et « la présence aux côtés de la Grande Mademoiselle de deux célébrités de la vie mondaine telles que Madame de Fiesque et Madame de Frontenac incite plusieurs membres de la cour à prendre le chemin de la Bourgogne ». On y relève, au cours de l'été 1655, le séjour de Charlotte Séguier, duchesse de Sully, du comte Hippolyte de Béthune et de la comtesse née Anne-Marie de Beauvilliers, d'Isabelle Cécile Hurault de Cheverny, marquise de Montglas (maîtresse de Roger de Bussy-Rabutin, propriétaire en Bourgogne du château de Chazeu), de Madame de Sévigné, d'Anne Doni d'Attichy, comtesse de Maure, qu'accompagne « sa jeune cousine orpheline et désargentée » qu'elle a pris sous sa protection, Catherine d'Aspremont de Vandy. L'été suivant, ces deux dernières sont de retour à Saint-Fargeau, mais cette fois Catherine de Vandy y reste, supplantant durablement les deux comtesses dans l'estime de la Grande Mademoiselle, sans que celles-ci parviennent à contrecarrer l'ascension de la nouvelle favorite.
Le mariage de Marie de Brouilly, sa première fille, qui s'installe sur les terres de son mari à Guerchy, offre à Gilonne de lui rendre de fréquentes visites, d'ainsi « multiplier les voyages et de faire diversion aux ennuis de Saint-Fargeau ». Elle est également reçue chez Guillaume de Guitaut au château d'Époisses en même temps que Madame de Sévigné et Françoise de Rabutin-Chantal, comtesse de Toulongeon. Le 1er janvier 1657, Gilonne annonce à la Grande Mademoiselle, dans un échange de propos particulièrement acerbes que cette dernière restitue dans ses Mémoires, son intention de quitter Saint-Fargeau pour regagner Paris dès le lendemain. Elle le fait, suivie en cela peu après de la comtesse de Frontenac.
De retour à Paris le 31 décembre 1657, la Grande Mademoiselle revoit les deux comtesses pour la première fois le 14 février 1658. « Je les trouvais si changées que j'eus peine à les reconnaître, l'une par l'excès de sa maigreur, l'autre par celui de sa graisse » consigne-t-elle. Elle donne à Gilonne le nom d'Amarante dans le portrait lui encore chargé de perfidie qu'elle publie en 1659 : « belle mais malpropre, brillante dans la conversation mais ne sachant pas écrire, dépourvue de goût, sans nulle délicatesse dans l'esprit », pour conclure : « et après tout cela, on l'aime quand on la voit ».

### Suite, fin et postérité
Anne Le Veneur, la première comtesse de Fiesque qui désapprouva la vie de désordre que Charles et Gilonne mirent en avant par leur engagement dans la Fronde, est morte en 1653 en les dépossédant de l'héritage pour transmettre directement celui-ci à son petit-fils Jean-Louis Marie. Charles meurt à Madrid en 1658 et le train de vie que Gilonne reprend en son salon parisien, assorti de la chasse qu'elle pratique sur ses terres normandes de Fresney-le-Puceux ou sur celles d'Henri-Jules de Bourbon-Condé à Chantilly, nécessite tant des emprunts qu'elle peine à rembourser que des ventes récurrentes de parts du patrimoine lui restant. Saint-Simon et Madame de Sévigné reviennent avec ironie sur sa passion pour les miroirs qui sont l'ornement favori de son salon et sur les sacrifices fonciers que ceux-ci nécessitent. C'est à ce prix qu'elle « s'autorise ses galanteries », indiscrètement consignées par Roger de Bussy-Rabutin qui admire sa beauté et son éternelle jeunesse dans son Histoire amoureuse des Gaules, et partagées notamment entre Guillaume de Guitaut - une liaison qui balance longuement dans le temps entre amour et amitié - et Louis Victor de Rochechouart de Mortemart, duc de Vivonne.
Les évocations de Gilonne demeurent constantes en petites histoires tant dans les Lettres de Madame de Sévigné que dans les Mémoires de le Grande Mademoiselle, ces dernières établissant qu'au final l'amitié l'emporte sur les rancœurs. Le pardon de Louis XIV et la grande réconciliation se vérifient : il y a de grandes fêtes à Versailles pendant le carnaval de 1667 et Gilonne y paraît masquée trois jours durant. Plus tard, rapportant dans ses moindres détails jusqu'aux plans de tables la fastueuse fête versaillaise du 18 juillet 1668 (restée dans l'histoire sous le nom de grand divertissement royal, on y célèbre le traité d'Aix-la Chapelle et la conquête de la Franche-Comté), Jean de Montigny restitue que Gilonne y est honorée d'être placée à la table du roi.
Le chansonnier de Maurepas propose en 1673 une chanson sur l'air de la duchesse (chanson n°93) dont Gilonne est le sujet et qui énonce sur le ton satirique toute l'attention dont elle entend diriger la vie amoureuse de Jean-Louis-Marie (1647-1702) dit « l'enfant gâté » : l'objet précis en est son vif emportement contre la passion nourrie par son fils pour l'épouse de Maximilien IV de Béthune, Marie-Antoinette Servien, duchesse de Sully, s'y opposant en ce qu'en cet élan amoureux Jean-Louis-Marie a pour concurrent Louis Dauger de Cavoye, chef de la garde rapprochée de Louis XIV et frère cadet d'Eustache Dauger de Cavoye. On sait aujourd'hui l'hypothèse solidement argumentée voyant en ce dernier le demi-frère secret et sosie du roi, l'homme au masque de fer.
Le 12 avril 1684, consigne le Dictionnaire des bienfaits du Roi, Louis XIV attribue à la comtesse de Fiesque une pension de 15.000 livres dont elle bénéficiera pour le restant de ses jours. À la mort de la Grande Mademoiselle, Gilonne prend place, le 14 avril 1693, aux côtés de Françoise-Marie de Bourbon, duchesse de Chartres, de sa dame d'honneur Madeleine de Montmorency-Laval Rochefort et de Marie de La Ferté-Senneterre, gouvernante des enfants royaux, dans le carrosse qui mène la dépouille en la basilique Saint-Denis. Elle meurt à son tour le 16 octobre 1699.
Pour Saint-Simon, les Mémoires de la Grande Mademoiselle , « avec qui elle passa toute sa vie, souvent en vraies querelles pour des riens, et sans pouvoir se passer l'une de l'autre, la font très bien connaître ». Gilonne a cependant sa part sombre qui, située sur son domaine du Calvados, est ignorée du mémorialiste. La tradition orale lui attribue qu'en partant un jour pour la chasse, elle aperçoit, en haut d'une échelle, un couvreur réparant la toiture du château ; pour le plaisir, elle tire l'échelle et le couvreur se tue. À Fresney-le-Puceux, son souvenir subsistera ainsi longtemps comme mesure de méchanceté et l'on conservera l'usage de dire d'un enfant : « mauvais comme Gilonne ».

## Mariages et descendance
Gilonne d'Harcourt se maria deux fois :
1. Elle épouse le 26 janvier 1632 - elle a seulement onze ans - Louis de Brouilly, marquis de Piennes, fils de Charles de Brouilly, seigneur de Piennes, Mesvillers, Mesnil Saint Georges, et de Renée de Rochefort. Il était l'arrière petit fils de Charles d'Hallwin, duc d'Hallwin. Il fut gouverneur d'Ardres et fut au combat de l'île de Ré et en Italie. Il fut tué au Siège d'Arras, le 10 août 1640.
2. Elle se remarie le 21 octobre 1644 avec Charles de Fiesque, fils de François de Fiesque et d'Anne Le Veneur de Tillières. Il meurt à Madrid le 4 octobre 1658.

Elle a pour enfants :
Du premier mariage :
- Marie de Brouilly (septembre 1637 - morte en 1672), mariée avec Henri de Régnier, marquis de Guerchy, dont postérité : ils sont les grands-parents de Claude Louis François Régnier de Guerchy ;

Du second mariage :
- Jean-Louis de Fiesque, seigneur de Fresney le Puceux, mort en 1708 sans postérité ;
- Catherine Marguerite de Fiesque, abbesse de l'Abbaye Notre Dame de Soissons. morte en 1737[31].

## Iconographie

### Gilonne d'Harcourt
Outre la gravure de Grégoire Huret, outre un portrait brossé par Pierre Mignard et non localisé, les traits de Gilonne nous sont suggérés par :
- Le portrait qui, dans le salon de la tour dorée du château de Bussy-Rabutin, fait pendant, avec celui d'Isabelle Cécile Hurault de Cheverny, Marquise de Montglas, au portrait central de Roger de Bussy-Rabutin. Sous le portrait de Gilonne, on lit, de ce dernier, le commentaire suivant : « femme d'un air admirable, d'une fortune ordinaire, d'un cœur de reine. Elle était décrite sous le pseudonyme de "Fésique" dans L'Histoires amoureuse des Gaules et avait créé un ordre galant dont elle était la reine »[32]. Bussy-Rabutin donne cependant également à Gilonne le nom de "Gélonide", qu'avait créé pour elle Jean Regnault de Segrais dans les divertissements de la Princesse Aurélie, dans sa comédie licencieuse La Comtesse d'Olonne qui intéressa Voltaire au siècle suivant[33].
- Le tableau L'entrée de Mademoiselle de Montpensier à Orléans pendant la Fronde (1833) que conserve le Musée des Beaux-Arts d'Orléans, où Alfred Johannot a peint, derrière la Grande Mademoiselle recevant les hommages du conseil de la ville, ses deux maréchales de camp (Gilonne à gauche de profil, la comtesse de Frontenac de face à droite)[34].

### Galerie de portraits

par ordre de citations dans la biographie ci-dessus :
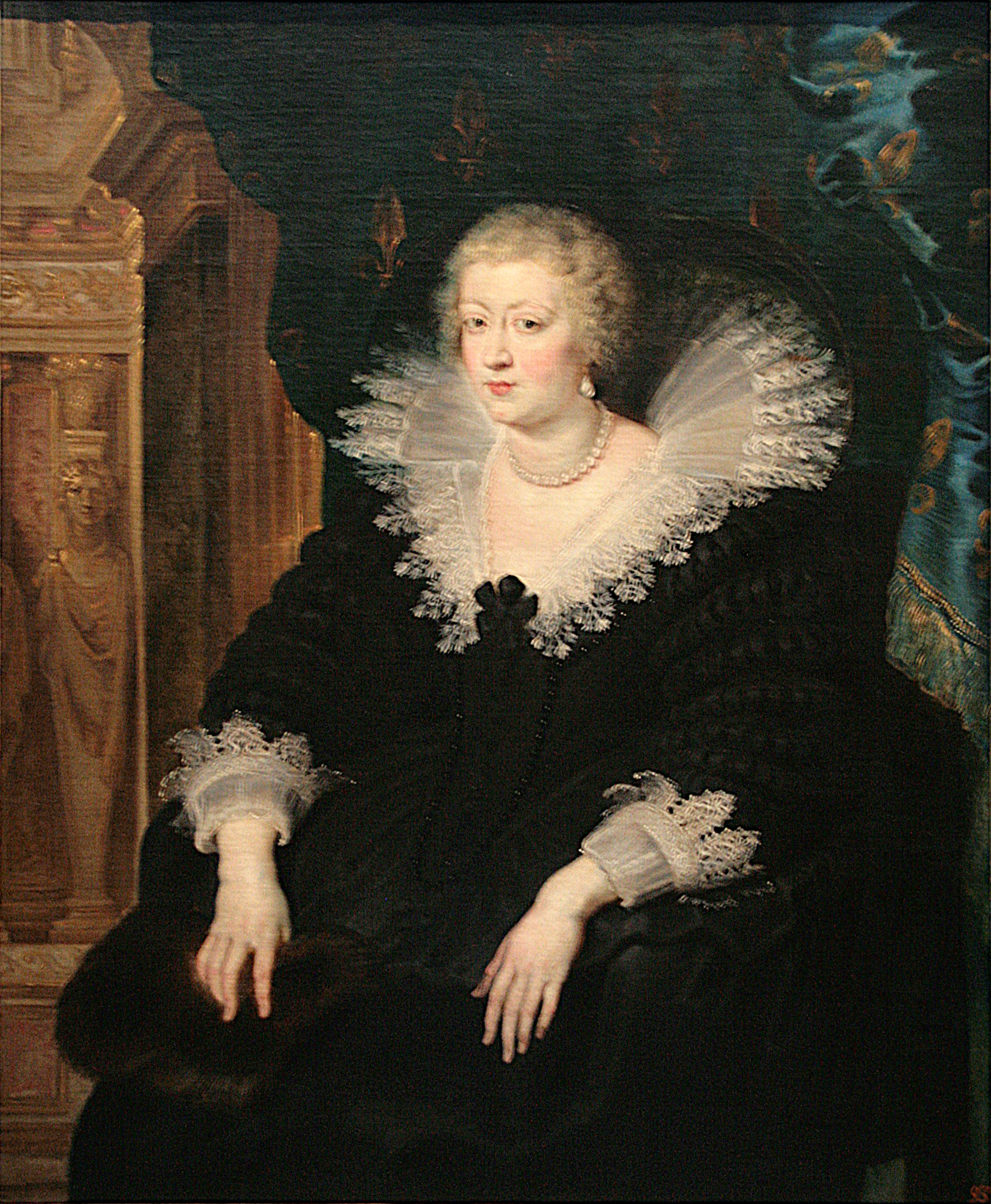
Pierre Paul Rubens, Anne d'Autriche
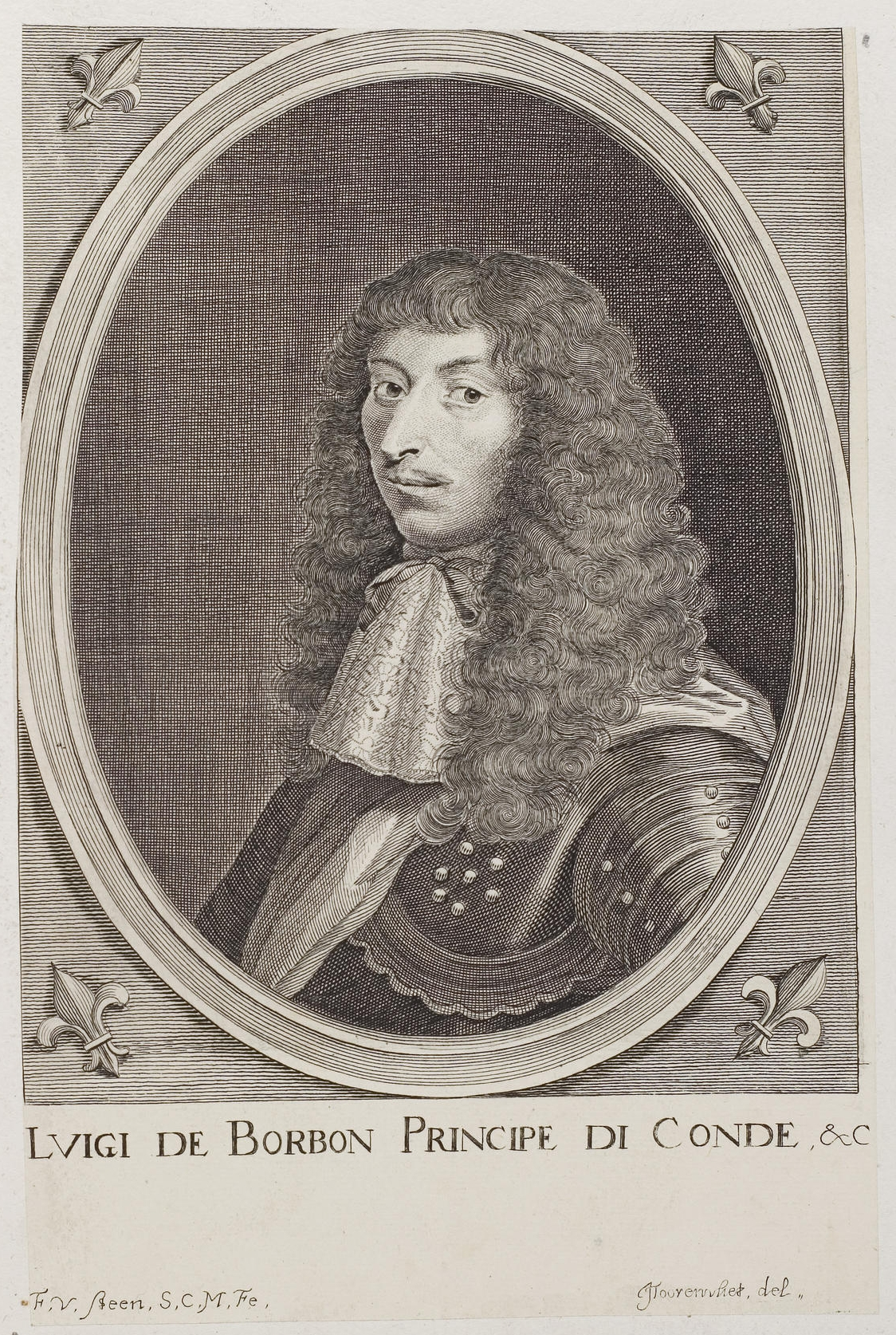
Franciscus van der Steen (en), Le Grand Condé
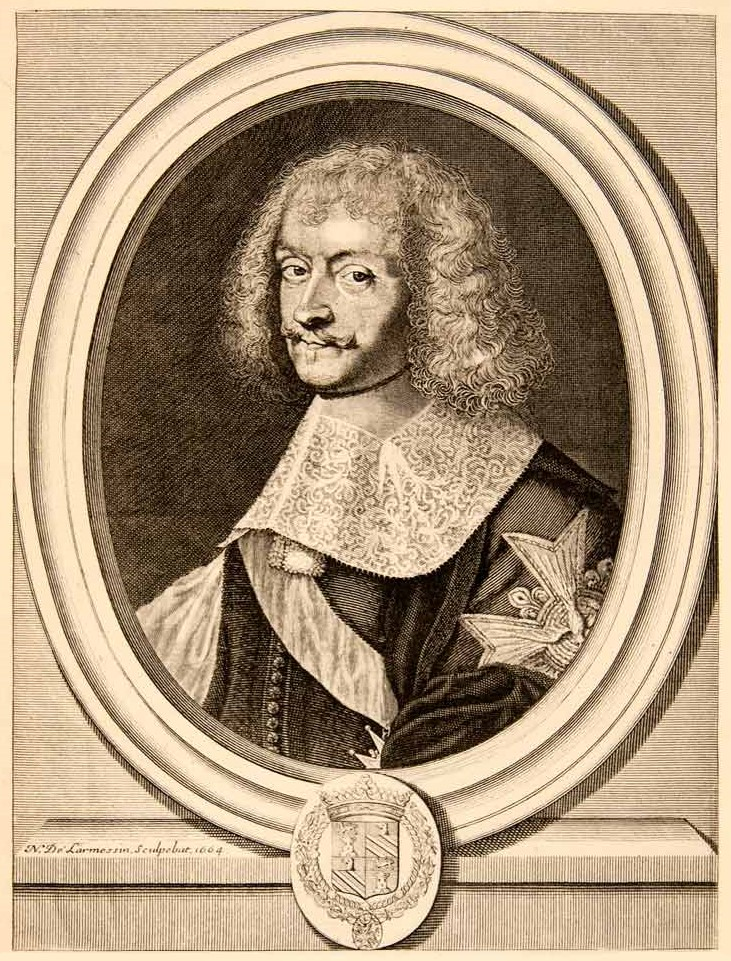
Nicolas II de Larmessin, Hugues de Lionne
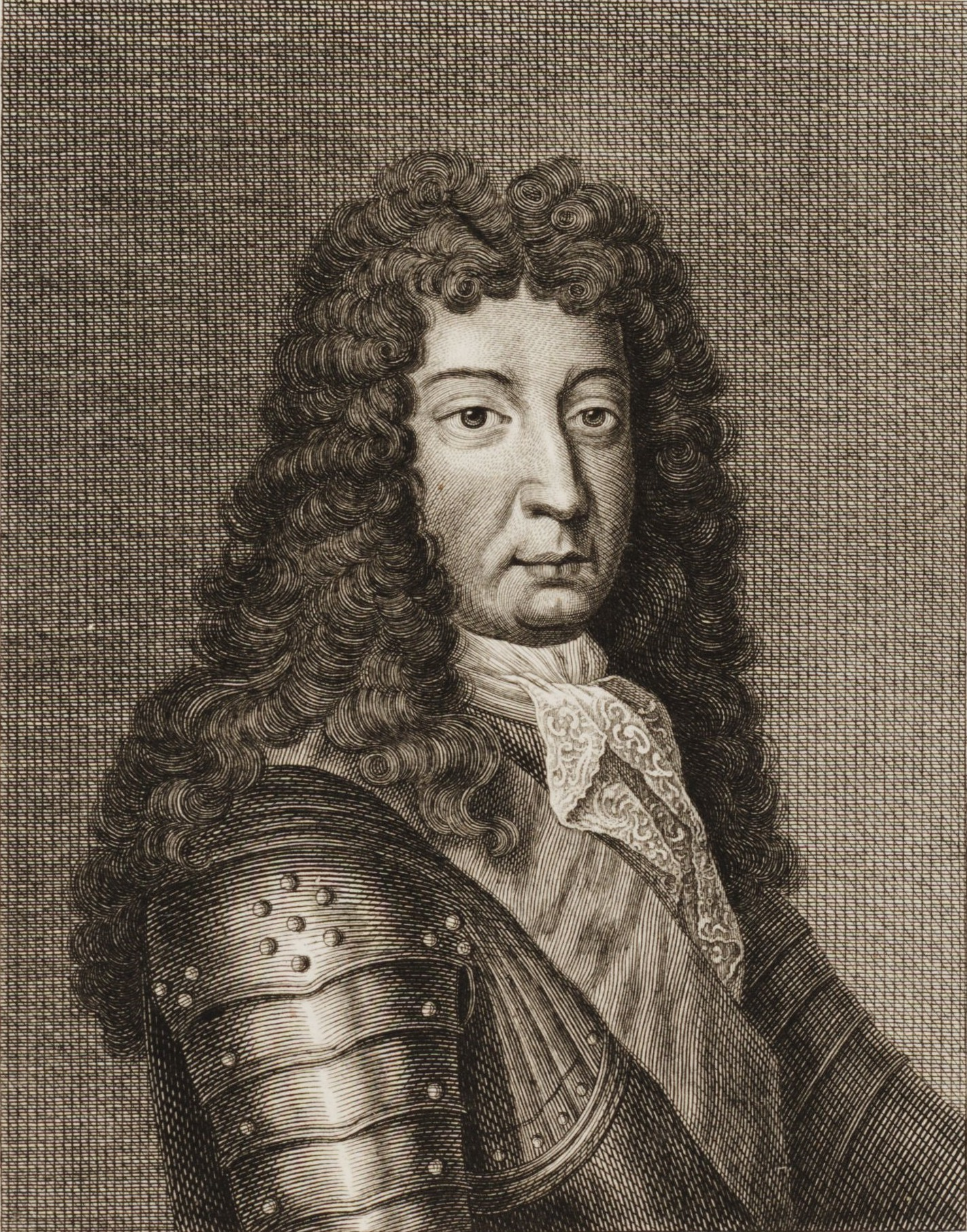
Thomas Chambers, Philibert de Gramont
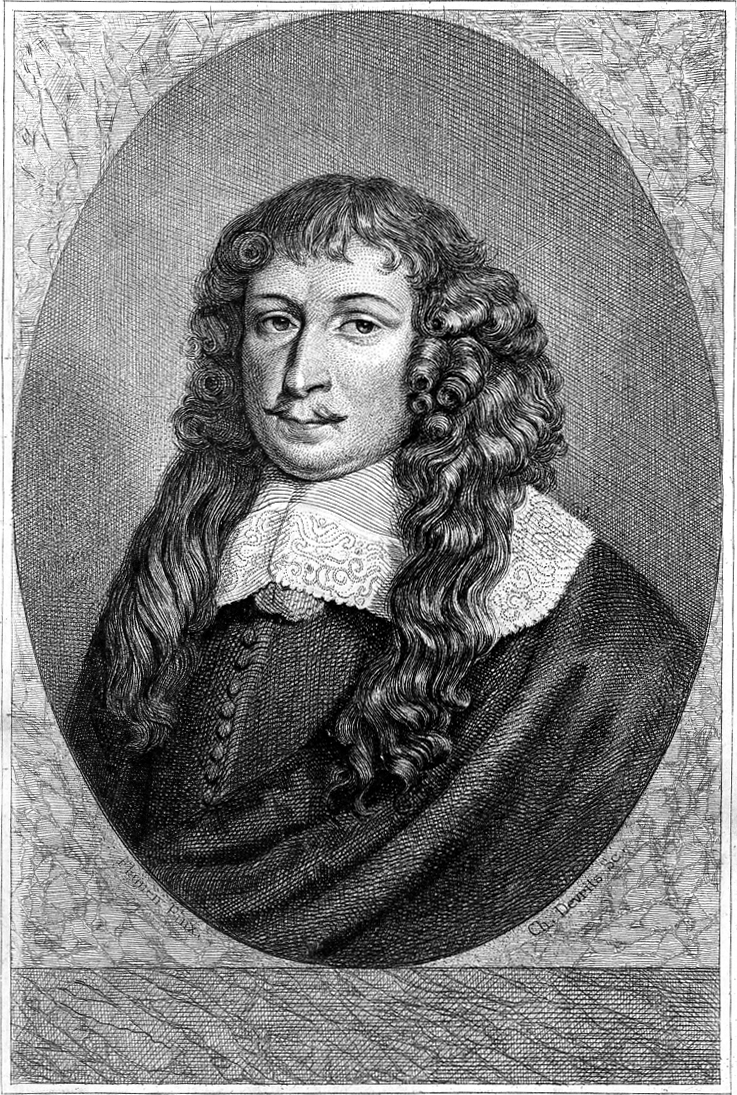
Charles Devrits, Jean Regnault de Segrais
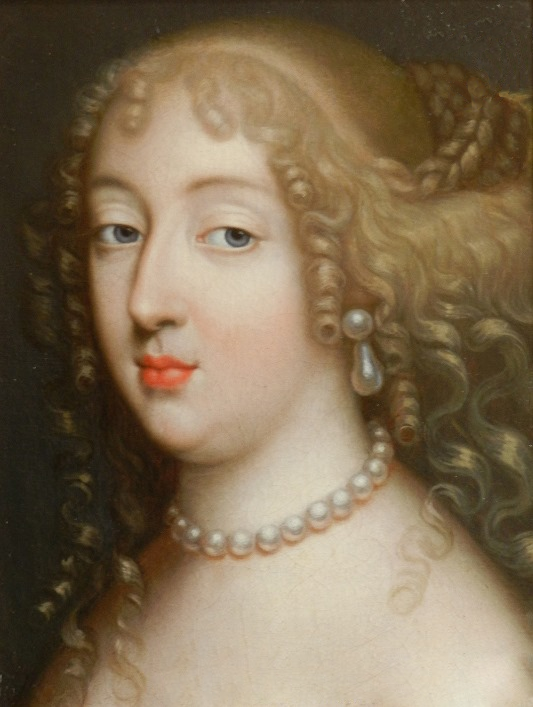
Henri et Charles Beaubrun, La Grande Mademoiselle
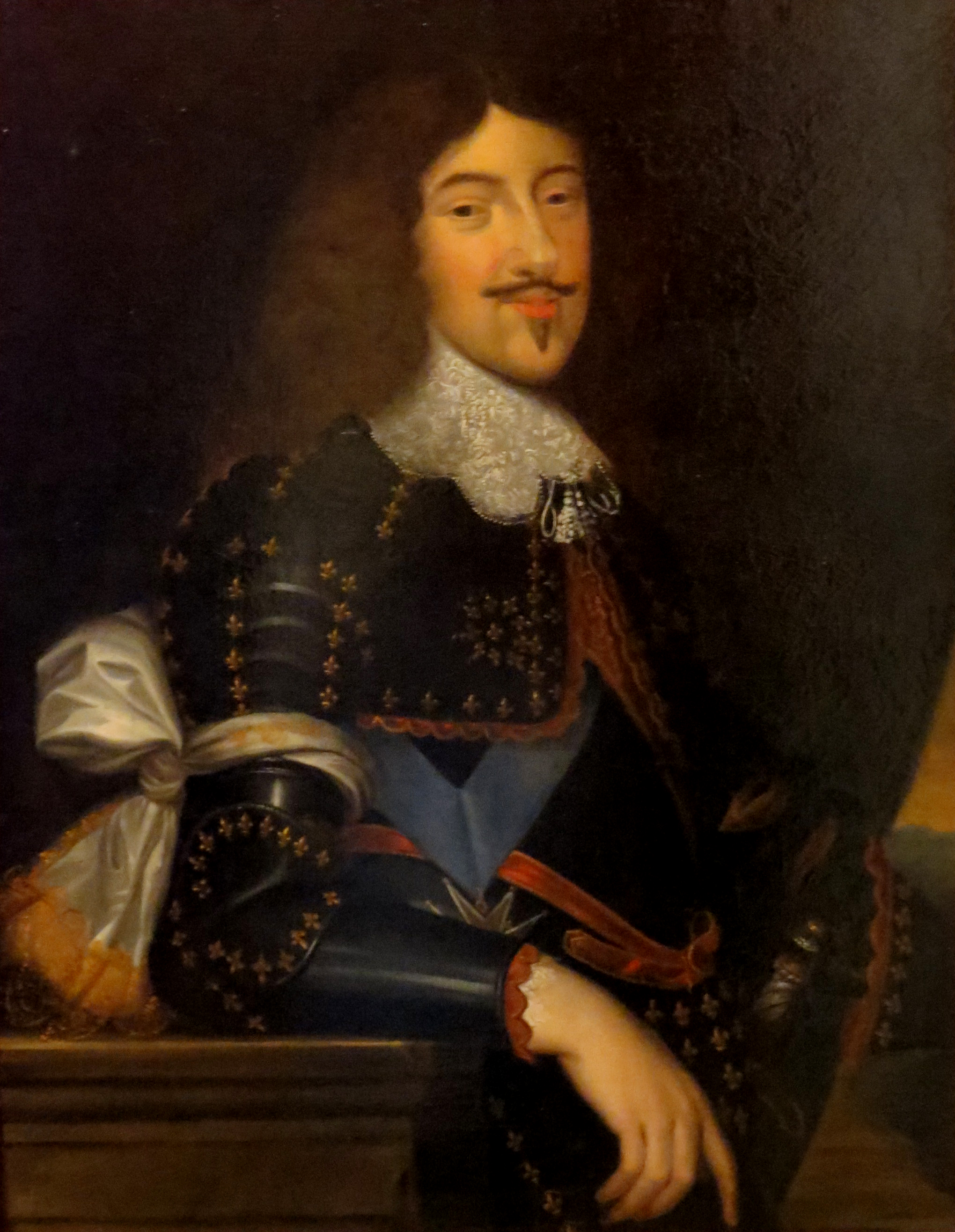
d'après Philippe de Champaigne, Gaston d'Orléans
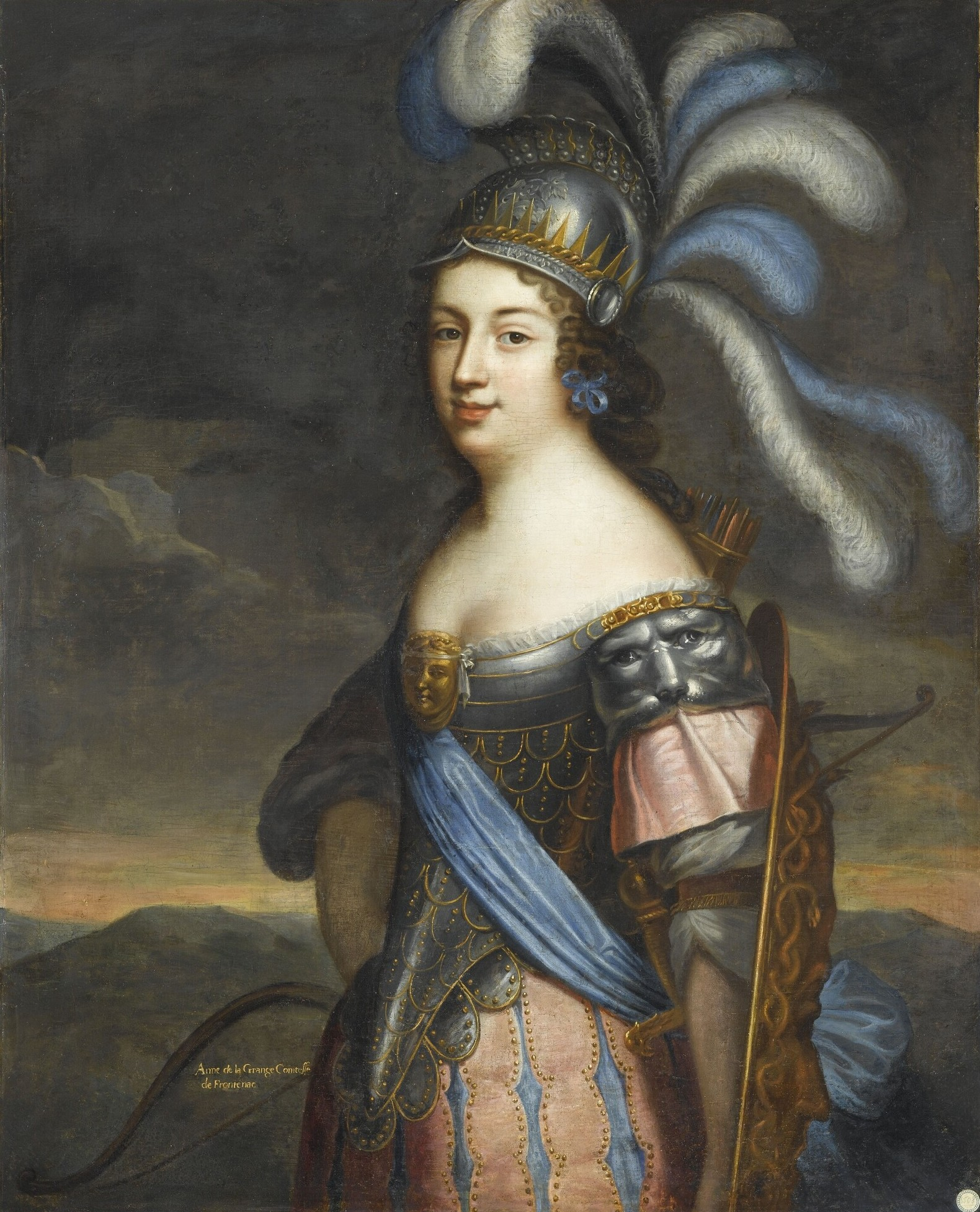
Anonyme, Comtesse de Frontenac
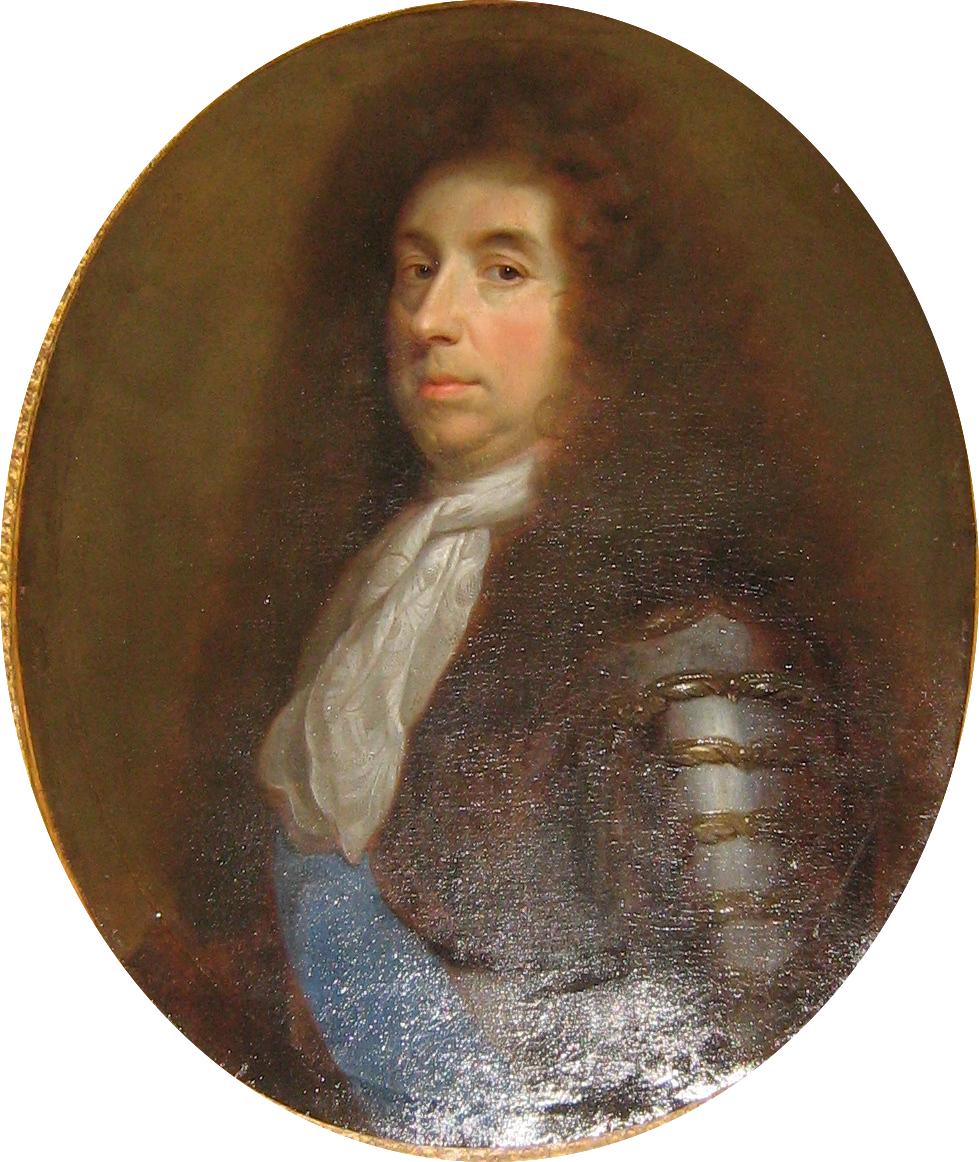
Guillaume de Guitaut
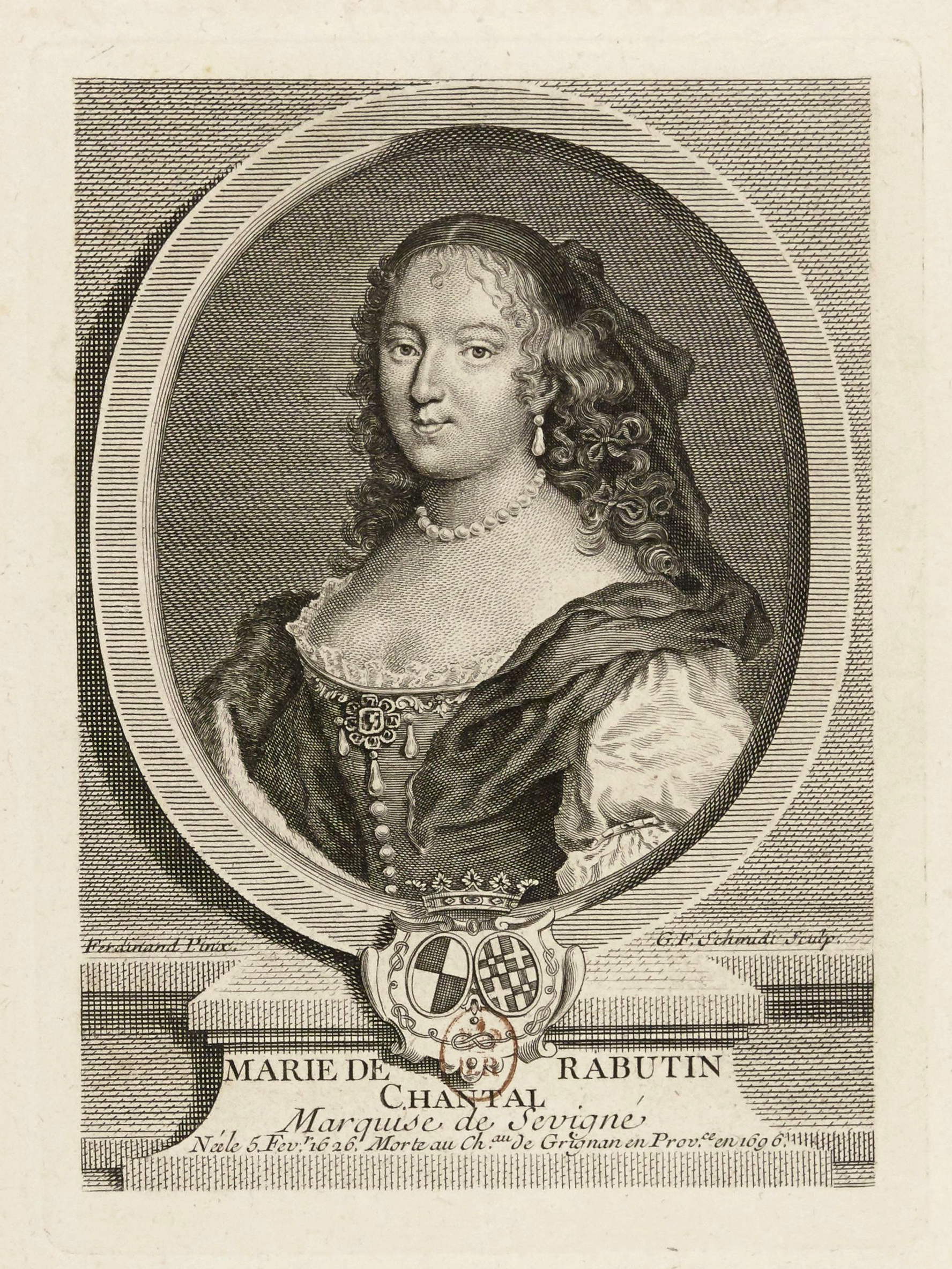
Georg Friedrich Schmidt, Madame de Sévigné
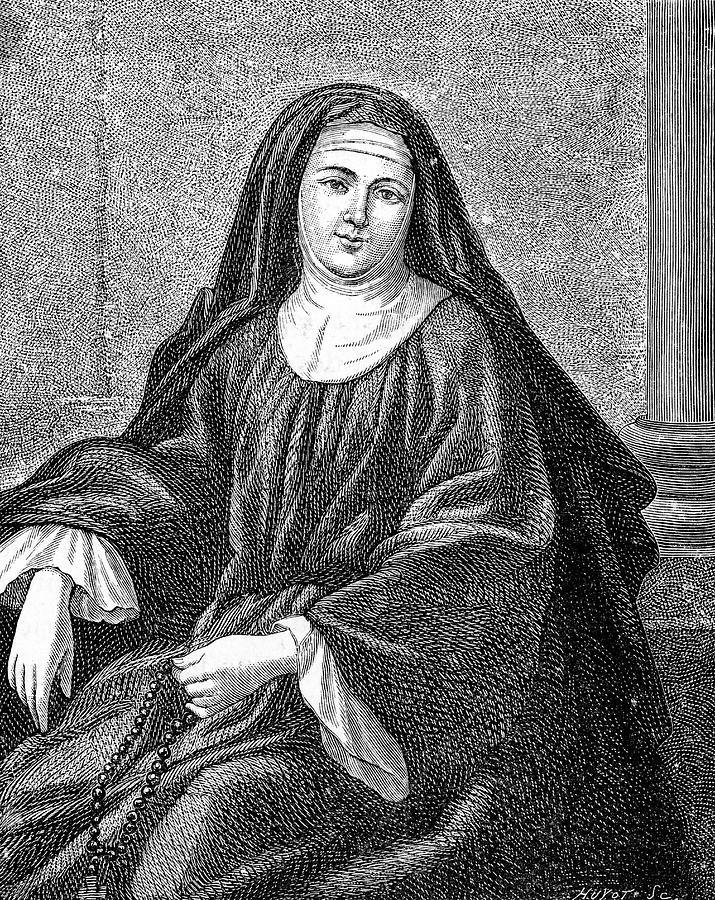
Étienne Huyot, Françoise de Rabutin-Chantal
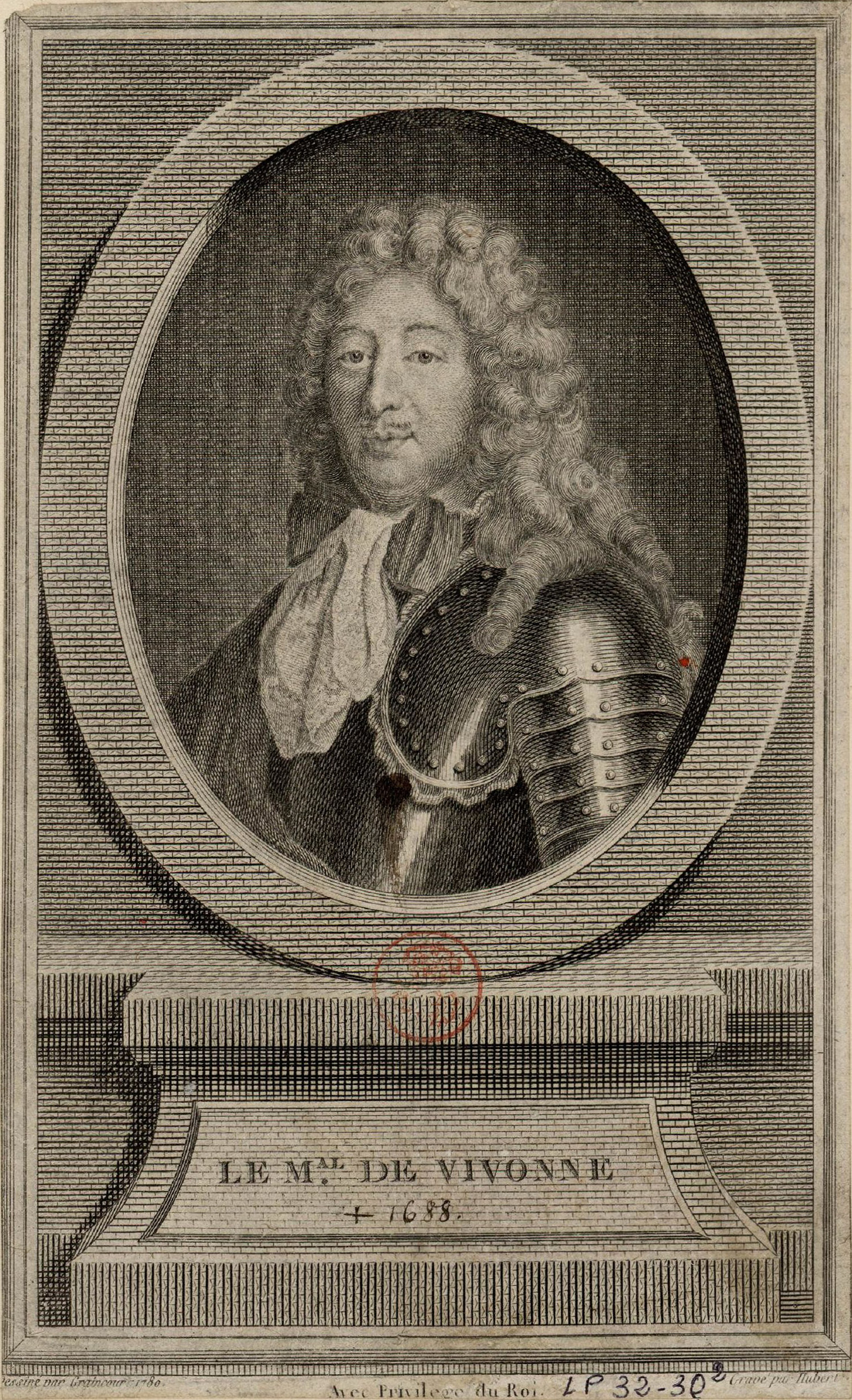
François Hubert, Louis Victor de Rochechouart de Mortemart

## Évocations et témoignages

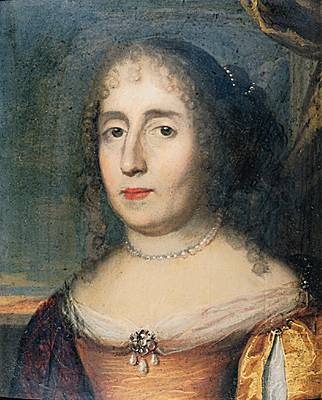
Madeleine de Scudéry

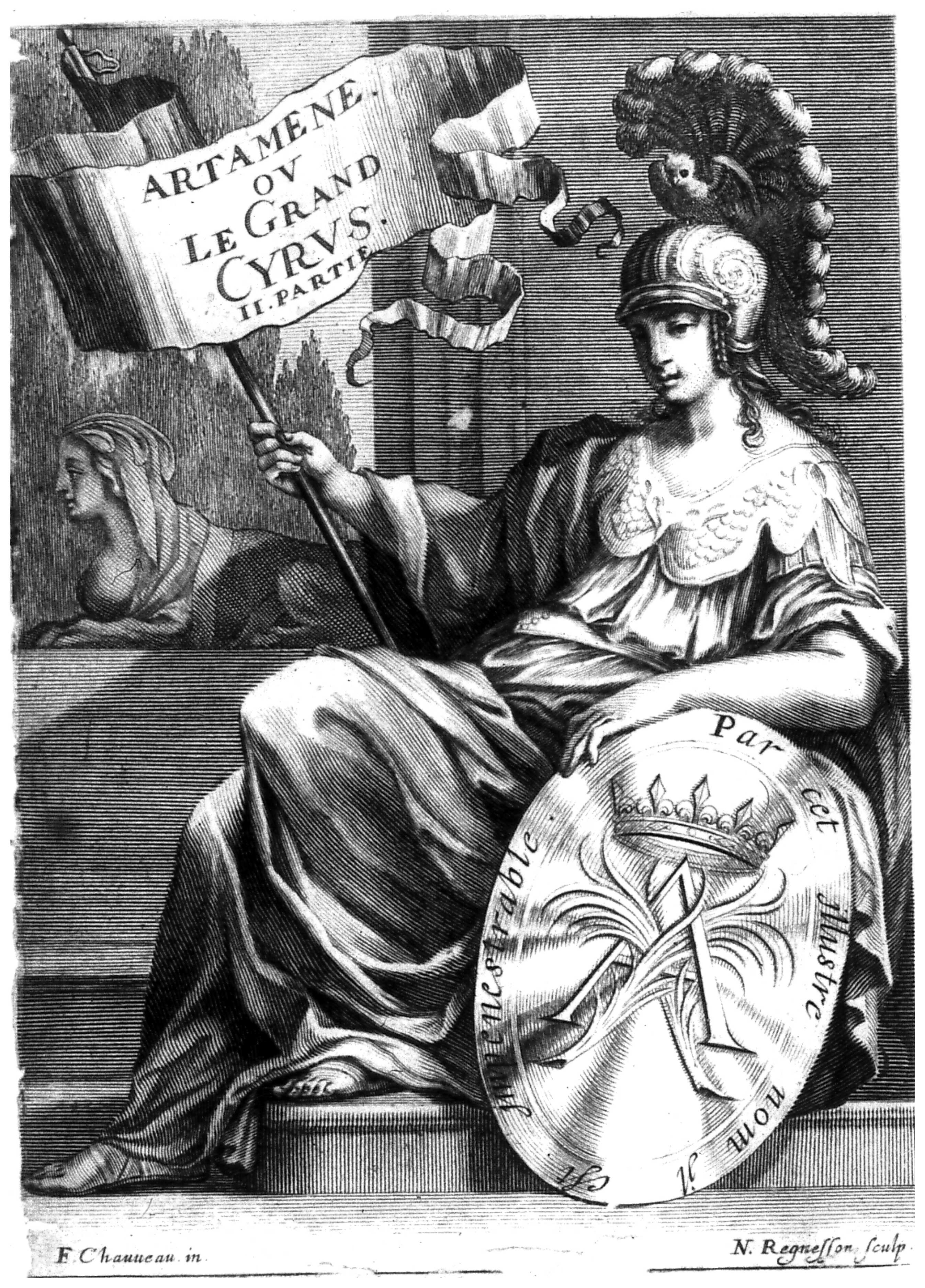
Nicolas Regnesson Artamène ou le Grand Cyrus, frontispice

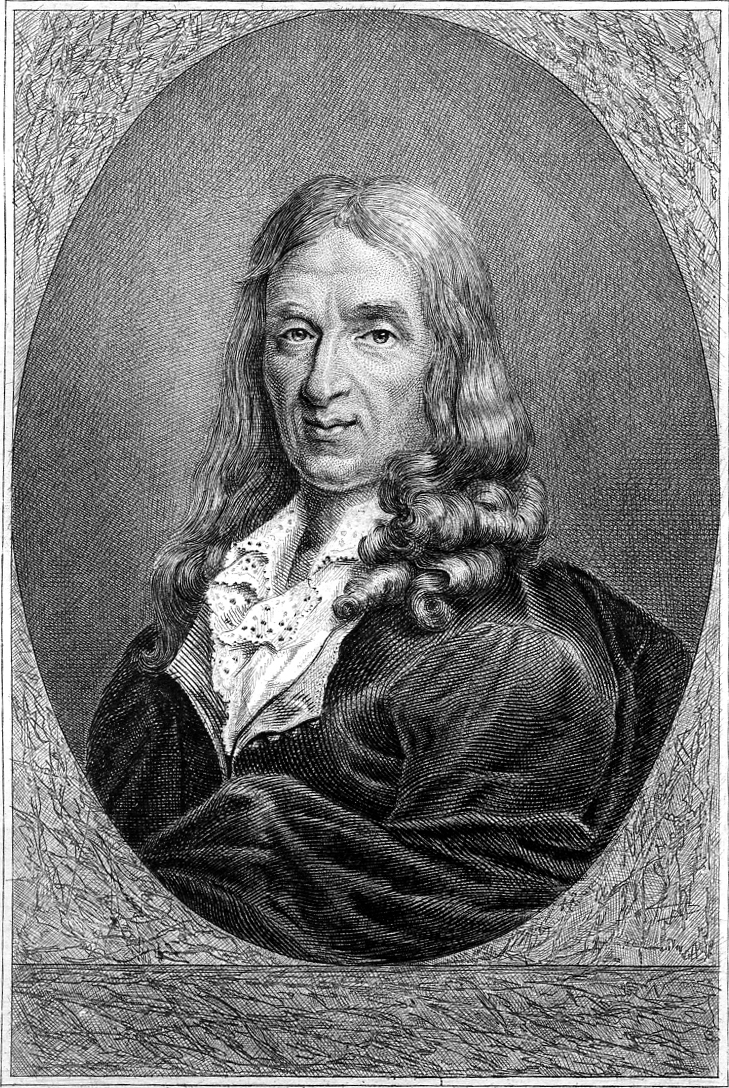
Thomas Corneille

« Cléocrite était blonde, blanche et vive ; elle avait pourtant les yeux noirs et brillants, mais d'un feu extrêmement vif. Ses regards, quoique doux, n'avaient rien de fort passionné ; au contraire, il y paraissait si peu d'application qu'il était aisé de voir qu'elle aimait mieux se regarder dans son miroir que toute autre chose et qu'elle s'aimait plus que tout le reste du monde. Cléocrite était de belle taille, avait de belles dents et une belle couleur aux lèvres ; elle avait aussi le nez bien fait et tous les traits du visage agréable ; mais outre cela, elle avait un fonds de joie et de tranquillité dans la physionomie qui servait encore à la rendre plus belle, de sorte qu'on pouvait assurer, sans la flatter, que Cléocrite était une fort belle personne, et qui eût été infiniment aimable si elle eût su aimer quelque chose. Cléocrite a beaucoup d'esprit, et de l'esprit galant, et même de l'esprit éclairé. En effet, elle parle agréablement et de bonne grâce quand il s'en présente l'occasion, et elle les reçoit souvent. »

— Madeleine et Georges de Scudéry

« L'esprit de cette illustre femme est généralement cherché de tout ce qu'il y a de plus grand et de plus spirituel dans Paris. »

— Antoine Baudeau de Somaize

« Le cœur grand, l'âme noble et pleine de bonté
Et la science jointe avecque la beauté. »

— Jean de La Forge

« Il y eut en elle du mal et du bien ; le mal, c'est sa dissipation et son désordre ; elle en souffrit seule ; le  bien, c'est son caractère gai, serviable, dévoué, fidèle : tout le monde en profita. Ne soyons pas trop sévères pour une femme dont les défauts n'ont nui qu'à elle-même et qui s'est attaché toute la société de son temps par ses charmantes qualités. »

— Charles-Louis Livet

« "Avec des yeux charmants, un teint sans artifices" comme la dépeignait une chanson, mais extravagante, emportée, vive, dépensière, connue parmi les Précieuses sous le nom de Félicie, dame d'honneur et amie intime de la Grande Mademoiselle pour qui elle était "la princesse Gillette", la jeune veuve passa sa vie dans ce que Saint-Simon appelle "le plus frivole du grand monde. »

— Maxime de Sars

## Hommages
Des ouvrages sont dédiés à la comtesse de Fiesque :
- George de La Chapelle († 1655), peintre de la ville de Caen, Recueil de divers portraits des principales dames de la Porte du Grand Turc, chez Antoine Estienne, Paris, 1648 (exemplaires dans les collections de la Bibliothèque nationale de France et du British Museum)[38].
- Alexandre de Campion, Recueil de lettres qui peuvent servir à l'histoire, et quelques poèmes, Laurens Maurry, imprimeur et libraire, Rouen, 1657[39].
- Thomas Corneille, Les illustres ennemis, comédie, Auguste Courbe, Paris, 1657 : « Il est certain que votre suffrage sert de règle à celui des plus honnêtes gens de la Cour, que c'est le bel art de leur plaire que de vous avoir plu »[40].
- Jean de La Forge, Le cercle des femmes savantes chez Jean-Baptiste Loyson, Paris, 1663 : « Madame, si vos admirables vertus me donnent la hardiesse de vous offrir mes hommages, elles m'offrent celle d'en parler ; et parce qu'elles m'offrent une matière trop grande, je n'ose en rien dire. Pour entreprendre d'en tracer le portrait, il faudrait que j'en connaisse moins l'excellence, ou plutôt, pour achever dignement cette entreprise, que le génie du Virgile de l'Antiquité fit de l'ombre sur mes vers »[36].

Un autre ouvrage contient un éloge de la comtesse de Fiesque :
- François Mathieu Chastelet Le Petit de Beauchasteau, La lyre du jeune Apollon ou la muse naissante du Petit de Beauchasteau, Charles de Sercy et Guillaume de Luynes, Paris, 1657.

## Références

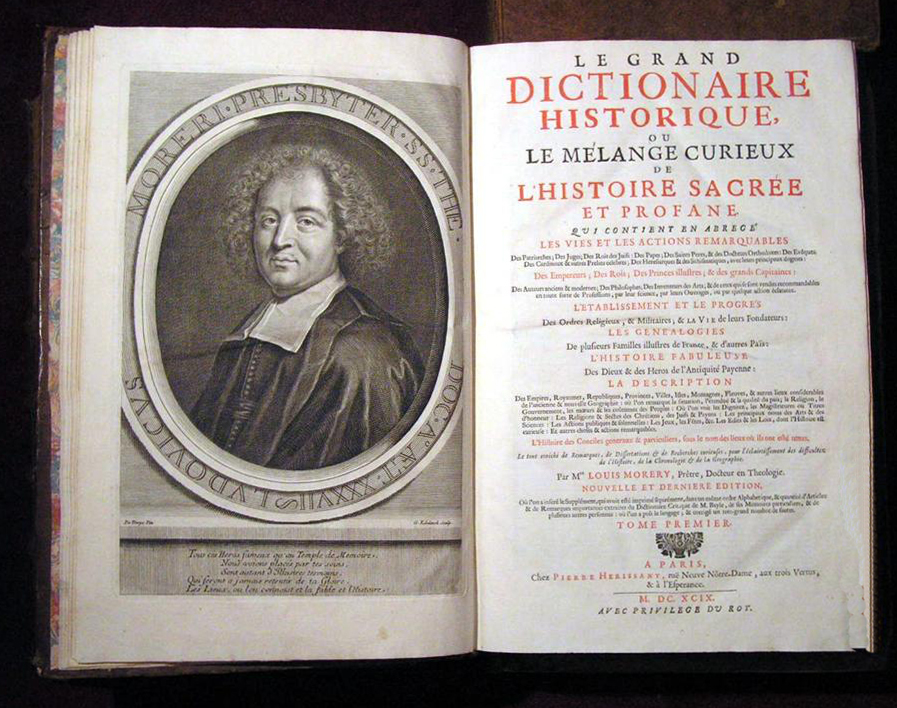
Le grand dictionnaire de Louis Moréri

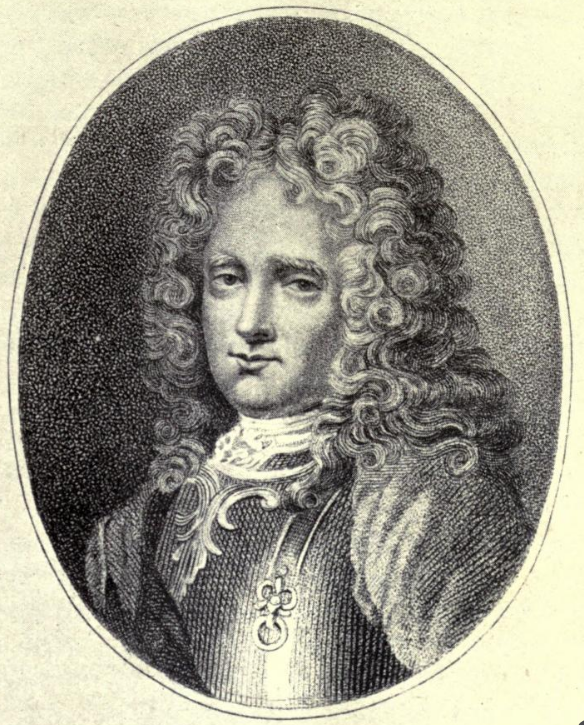
Antoine Hamilton

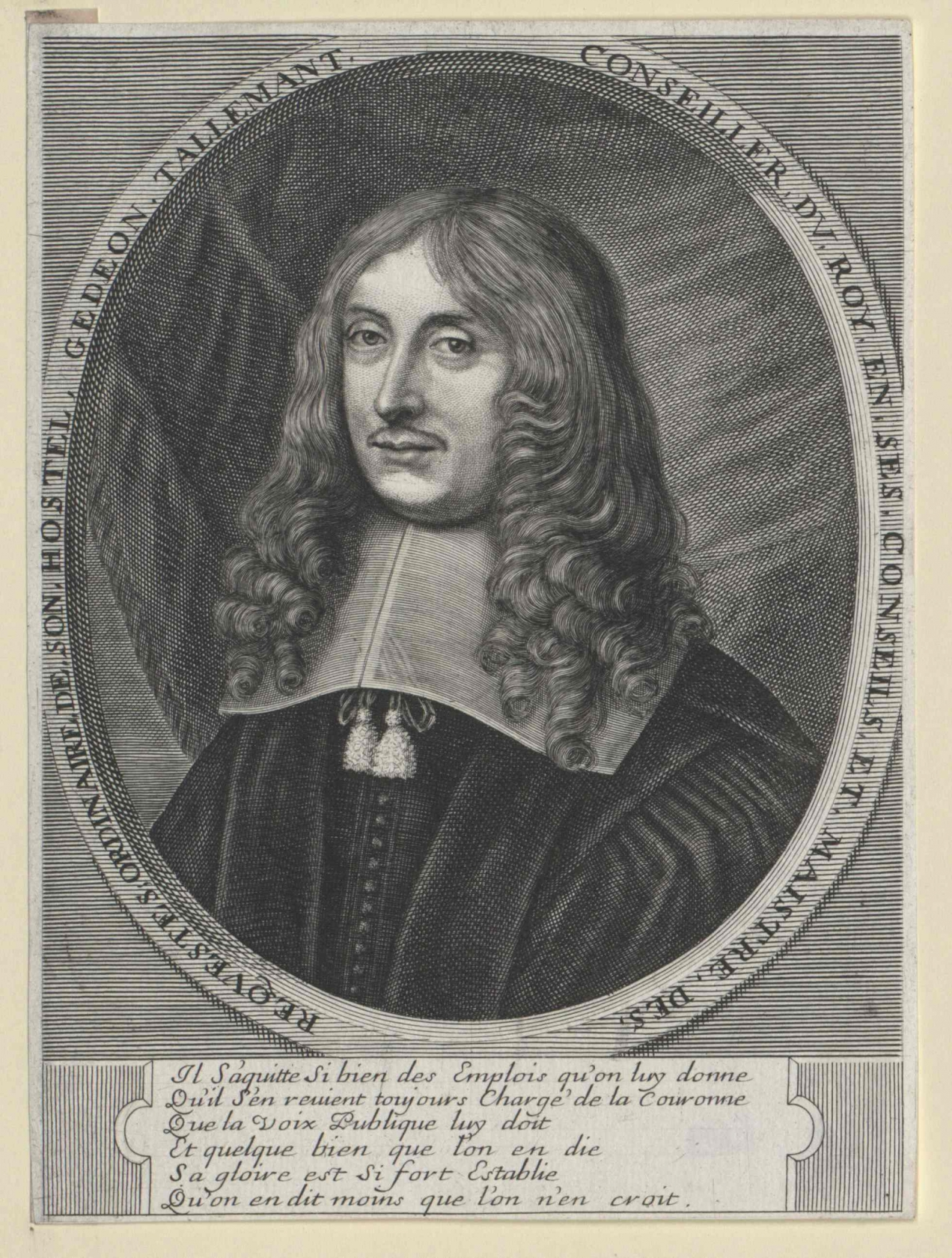
Gédéon Tallemant des Réaux

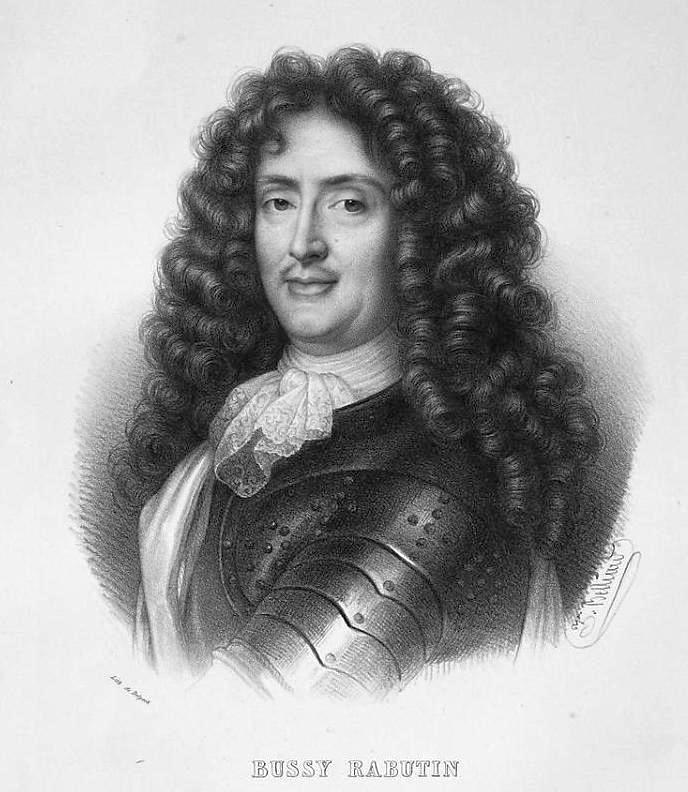
Roger de Bussy-Rabutin

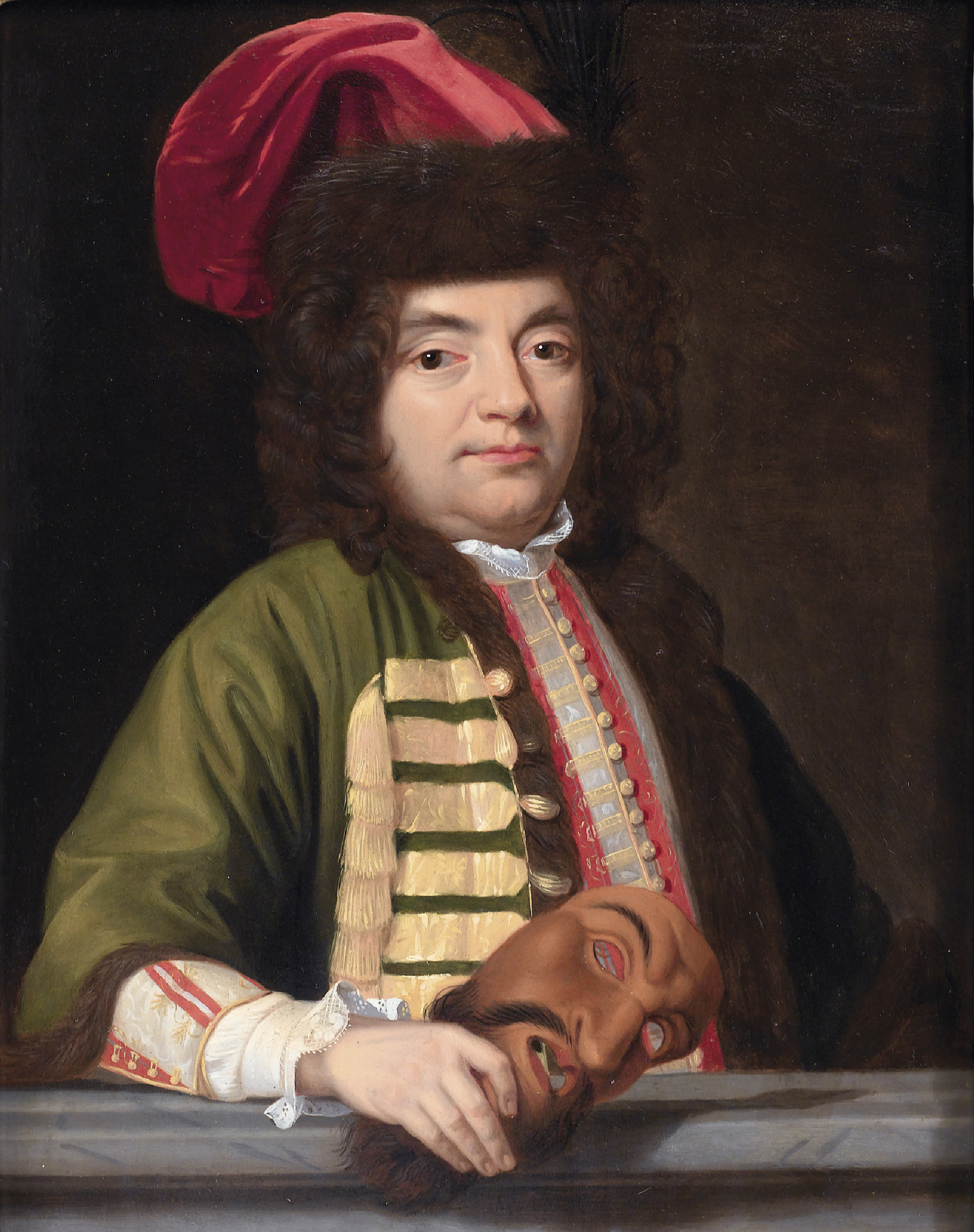
Philippe-Emmanuel de Coulanges

### Chansons
- Jean de Bouillon, « Chanson pour Mademoiselle, à Mesdames de Fiesque et de Monglat et Mademoiselle d'Outrelaise, nommée "La Divine", qui avaient quitté les passe-temps de Blois pour aller à Cheverny », Les œuvres de feu Monsieur de Bouillon, chez Charles de Sercy, Paris, 1663, chanson 65, p. 206.
- Chansonnier de Maurepas, Recueil de chansons, vaudevilles, sonnets, épigrammes, épitaphes et autres vers satiriques avec des remarques curieuses, depuis 1673 jusqu'en 1679, dix volumes, voir vol.1 et vol.4.
- Philippe-Emmanuel de Coulanges, « Comtesse de Fiesque », Recueil de chansons choisies et divisées en deux parties, 1670-1690, Bernard, 1694, p. 81.

### Archives juridiques
- Factum du procès Gilonne d'Harcourt contre dames Pidoux, 1666 (consulter en ligne).